# Cigarette électronique
Pour les articles homonymes, voir Cigarette (homonymie).

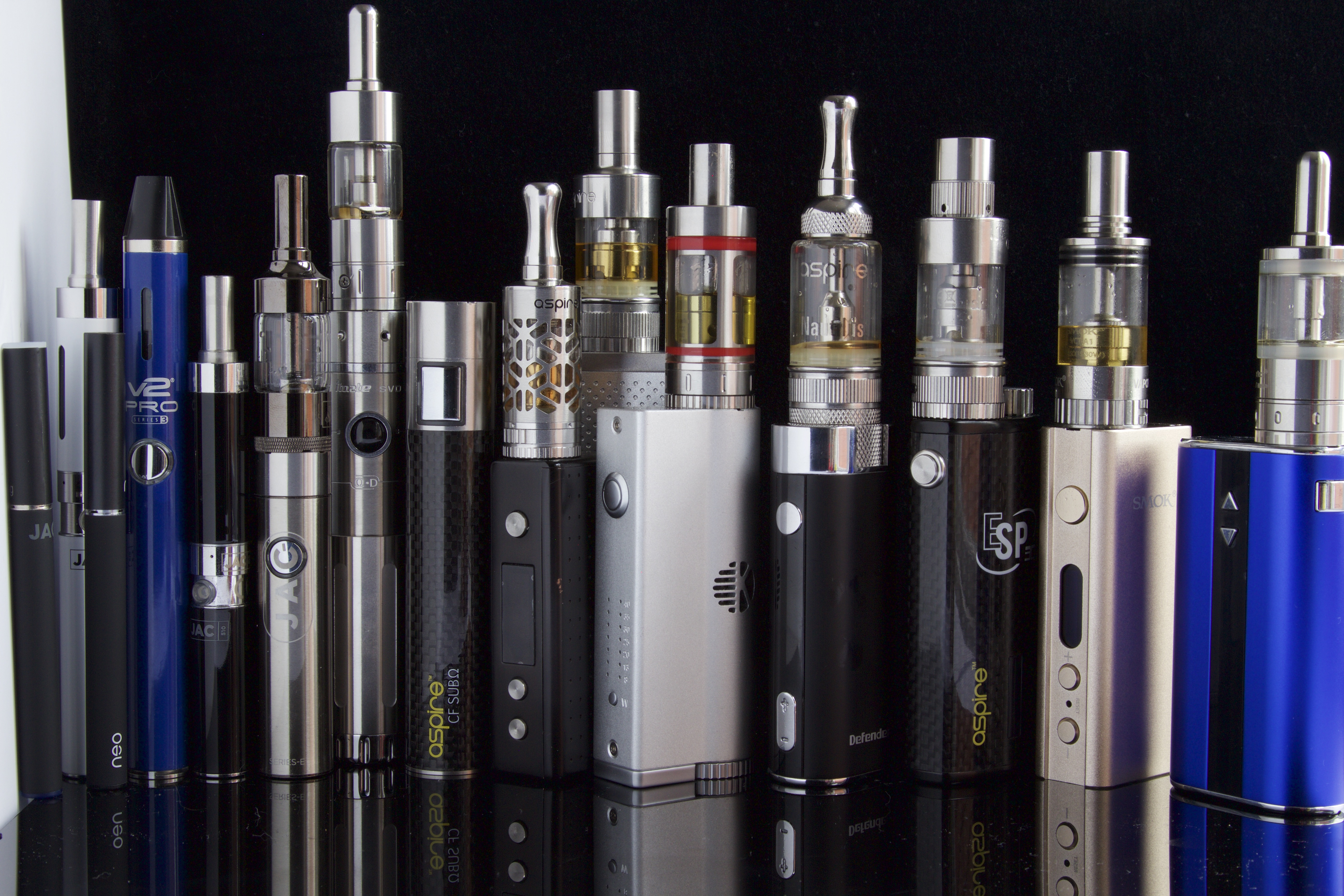
Différents types de cigarettes électroniques au format stick, pod et box (2015).

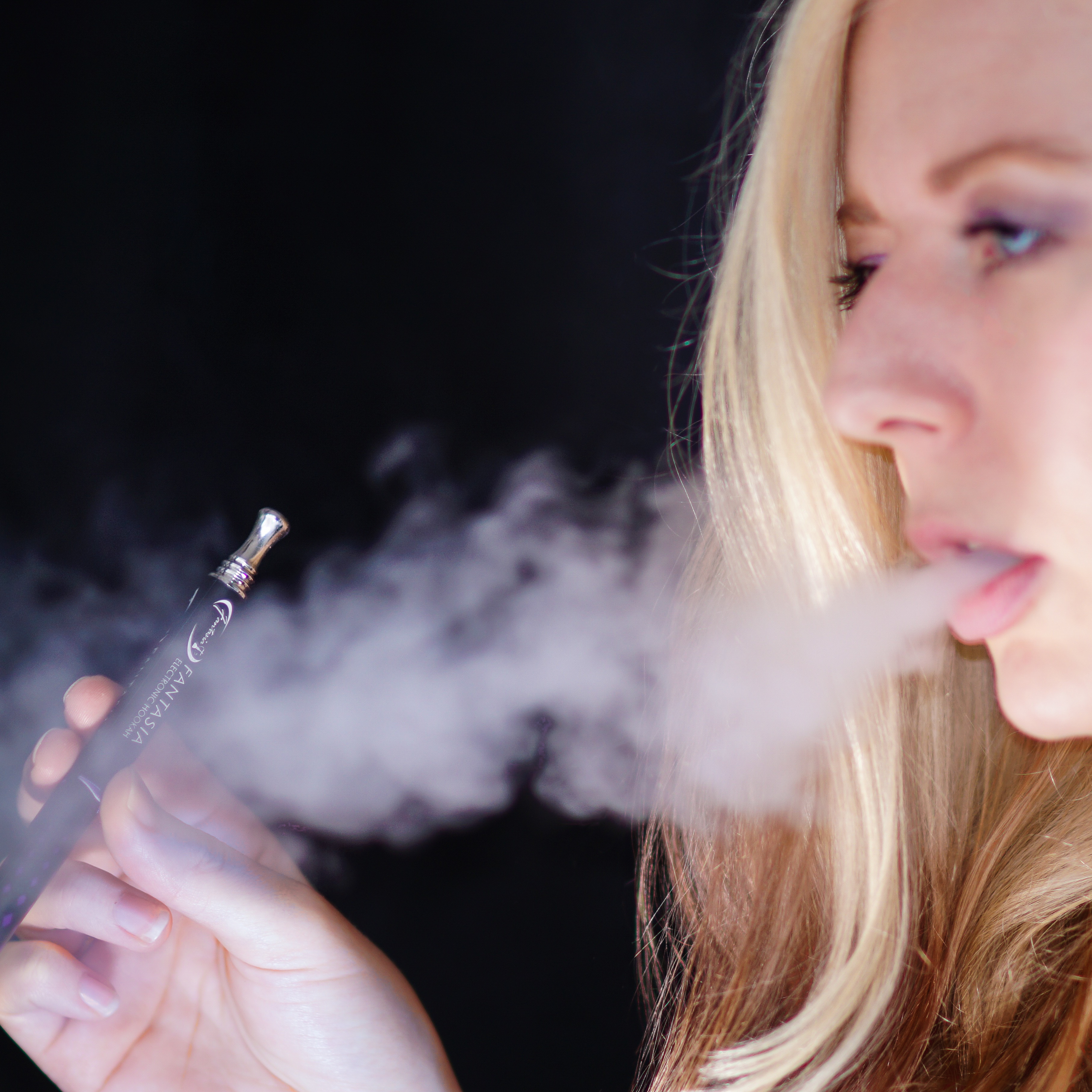
Vapeur produite lors de l’utilisation d'une cigarette électronique.

La cigarette électronique (ou e-cigarette), aussi appelée vapoteuse, vap ou vaporisateur personnel, est un dispositif électronique, rechargeable ou jetable (appelé alors puff), générant un aérosol destiné à être inhalé. Elle produit une « vapeur » ressemblant visuellement à la fumée produite par la combustion du tabac. Cette vapeur peut être aromatisée — arôme de tabacs blonds, bruns, de fruits, de bonbons, etc. — et contenir ou non de la nicotine. « Vapoté » ou « la vapote » sont les adjectifs pour désigner l’utilisation de la cigarette électronique.
À la différence de la fumée produite par une cigarette traditionnelle, cette « vapeur » n'est pas du tabac brûlé et ne contient donc ni monoxyde de carbone, ni goudrons. Elle contient néanmoins des particules et substances potentiellement cancérogènes ou toxiques, mais en quantité bien plus faibles que la cigarette (ou la pipe). Elle est souvent présentée comme une alternative moins nocive au tabac ou comme un substitut pour le sevrage tabagique, en particulier au Royaume-Uni, mais l'OMS et des agences nationales comme Santé publique France ont conclu à partir des études disponibles que le potentiel du vapotage comme outil d'aide au sevrage tabagisme « n'[était] pas clair ».
En 2019, l'Organisation mondiale de la santé (OMS) l'a qualifiée « d'incontestablement nocive » et a appelé les gouvernements à sa régulation. Cette décision a été critiquée en France par l'Académie nationale de pharmacie et par le Pr Gérard Dubois, président d'honneur de l'association Alliance contre le tabac.
La cigarette électronique fait l'objet de restrictions dans de nombreux pays ; sa commercialisation est interdite au Brésil et en Inde.
Au contraire, l'industrie du tabac fait désormais campagne en sa faveur (et en faveur d'autres produits comme le tabac chauffé) auprès des pouvoirs publics.
Voté en mars 2024 suite à une diffusion de l’assemblée nationale et du sénat les puffs sont désormais interdite à la consommation et au ventes. Cette infraction pourrait conduire à une amende, allant jusqu’à 200 000 €

## Terminologie

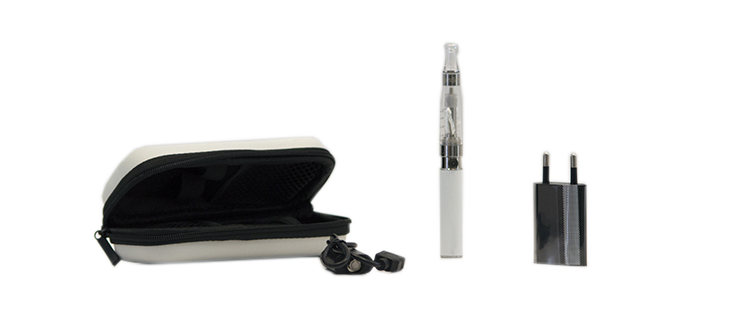
Exemple d'un kit simple de cigarette électronique (modèle de seconde génération) avec (de g. à d.) :
1 étui avec un câble chargeur USB,
1 ensemble batterie + clearomizer (atomiseur),
1 adaptateur secteur-USB.

Le dispositif est communément désigné par « cigarette électronique » ou « e-cigarette » ou « e-cig », car, dans ses formes les plus démocratisées, il rappelle la forme et l'usage de la véritable cigarette, et simule sa fumée. Fin 2013, la plupart des dispositifs sont électroniques, d'une complexité allant de simples mécanismes de protection à des modèles sophistiqués, avec variateur de tension ou de puissance, contrôle de la température de la résistance, décompte des bouffées, écran, communication avec ordinateur, etc.
Une cigarette électronique dont le liquide à vapoter contient de la nicotine peut aussi être appelée « système électronique d'administration de nicotine » (SEAN) (en anglais electronic nicotine delivery systems, ENDS).
Quand elles ont la forme d'un cigare ou d'une pipe, elles peuvent alors aussi être nommées « cigare électronique » ou « pipe électronique ». Toutefois elles peuvent prendre des formes plus originales.
Les utilisateurs de cigarettes électroniques préfèrent souvent le terme « vapoter » (dérivé du mot « vapeur ») au lieu de « fumer » et se désignent non plus comme des fumeurs mais comme des « vapoteurs ». De même, afin d'éviter l'assimilation aux produits du tabac, les vapoteurs nomment l'appareil « vapoteuse ».
Les termes « cigarette électronique », « vapoter » et « vapoteur/vapoteuse » ont été inclus dans l'édition 2015 du Petit Larousse et du Petit Robert.

## Historique
Le concept d'une cigarette électronique est élaboré par Herbert A. Gilbert en 1963, avec un brevet déposé en 1965 présentant le schéma d'une cigarette électronique « remplaçant le tabac et le papier par de l'air chauffé et aromatisé ». Gilbert fut approché par des sociétés souhaitant fabriquer cette cigarette, mais son invention ne fut jamais commercialisée.

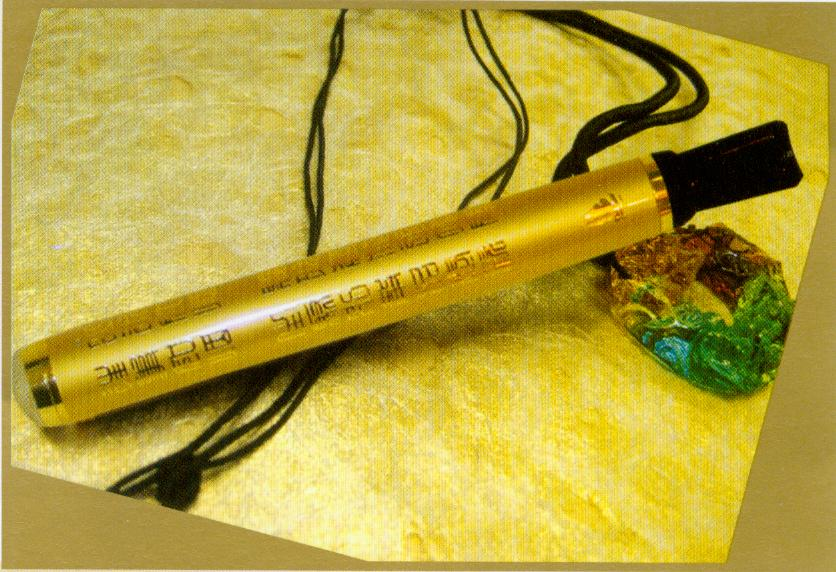
Cigarette électronique Ruyan lancée en Chine en 2004.

Le premier dispositif rendu public destiné à simuler l'utilisation d'une vraie cigarette a été réalisé en 2003 par Hon Lik, un ancien pharmacien et ingénieur chinois qui a déposé en 2005 un brevet pour une « cigarette sans fumée à pulvérisation électronique ».
La technologie de vaporisation par résistance chauffante, seule technologie commercialisée pour les cigarettes électroniques actuellement, a été inventée et brevetée vers 2009 par le chinois David Yunqiang Xiu (修运强) avec son « Electronic Nicotine Delivery System (ENDS) »,.
Les cigarettes électroniques sont pour la plupart fabriquées en Chine, dans diverses usines des villes de Shenzhen et Hong Kong. Les revendeurs du monde entier sélectionnent leurs produits via des intermédiaires sur place et se font livrer les kits tout prêts, ou achètent les divers éléments et font eux-mêmes le conditionnement des kits. Certains gros revendeurs louent des ateliers au sein des usines de production ou possèdent des ateliers de montage sur place. Il existe également des modèles développés et fabriqués en petites séries en Europe et en Amérique.
Depuis 2009-2010, la vape a commencé à se développer et les boutiques de vente de cigarettes électroniques et de produits associés (e-liquide, résistance) ayant pignon sur rue ont vu le jour. Les entreprises historiques du tabac se sont progressivement intéressées au marché de la cigarette électronique et chaque acteur majeur du tabac propose maintenant sa gamme de cigarettes électroniques.

## Principes généraux

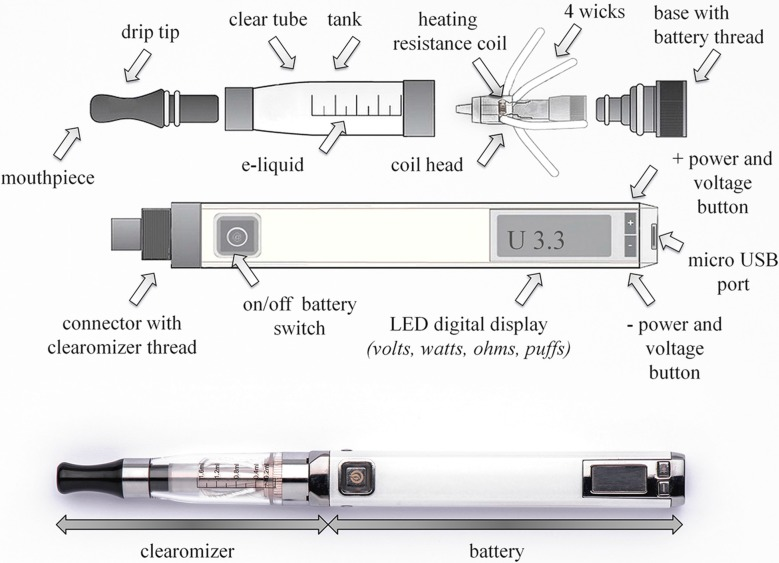
Schéma descriptif des éléments d'une cigarette électronique de 2e génération (en anglais).

Le principe d'une cigarette électronique consiste à produire un aérosol imitant la fumée de tabac. La technique la plus courante consiste à chauffer le liquide (dit liquide à vapoter ou e-liquide) par l'intermédiaire d'une résistance chauffante faisant partie de l’atomiseur (dispositif pouvant être appelé « clearomiseur », « tank », « RTA », « RDTA », etc. en fonction de son principe de fonctionnement).
L'utilisateur doit enclencher le chauffage de la résistance, le liquide chauffe, se vaporise sous l'effet de la chaleur et produit un aérosol que l'utilisateur peut alors inhaler.
L'activation du chauffage de la résistance peut être soit manuel (l'utilisateur appuie sur un interrupteur), soit automatique (un dispositif électromécanique placé dans la cigarette électronique détecte l'aspiration de l'utilisateur et active aussitôt la résistance).
L'aérosol (brouillard de micro-gouttelettes) constitue un nuage blanc rappelant la fumée des véritables cigarettes, peu odorant. Concernant la taille des particules de l'aérosol, les valeurs mesurées pour le courant principal C1, inhalé par le fumeur, varient entre 0,65  μm et 0,60  μm, avec et sans nicotine. Les probabilités de dépôt dans les voies respiratoires sont donc d'environ 26 % pour le dépôt total et de 14 % dans les alvéoles. Pour le courant C3, expiré par le fumeur dans son environnement, la taille varie entre 0,34 μm et 0,29  μm avec et sans nicotine. On retrouve dans l'expiration (courant C3) l'arôme et la nicotine en quantité  inférieure à l'aérosol inhalé (courant C1)[réf. souhaitée].
La cigarette électronique a donc l'avantage de ne pas « gaspiller » la nicotine dans l'air car elle ne s'active qu'à l'inspiration du fumeur, par rapport à une cigarette ordinaire qui brûle en permanence même sans inhalation et qui « gaspille » la nicotine dans l'air.
La demi-vie des particules émises par les cigarettes électroniques dans l'air est d'environ 11 secondes, contre 17 minutes pour les particules de fumée des cigarettes ordinaires[réf. souhaitée].
Cette « vapeur » visible disparait rapidement (demi-vie dans l'atmosphère d'environ onze secondes avec du liquide contenant généralement du propylène glycol, du glycérol et des arômes).

## Éléments d'une cigarette électronique
|                                                       |  |                                                                 |
| Cigarette électronique de deuxième génération (2013). |  | Cigarettes électroniques (mods) de troisième génération (2014). |

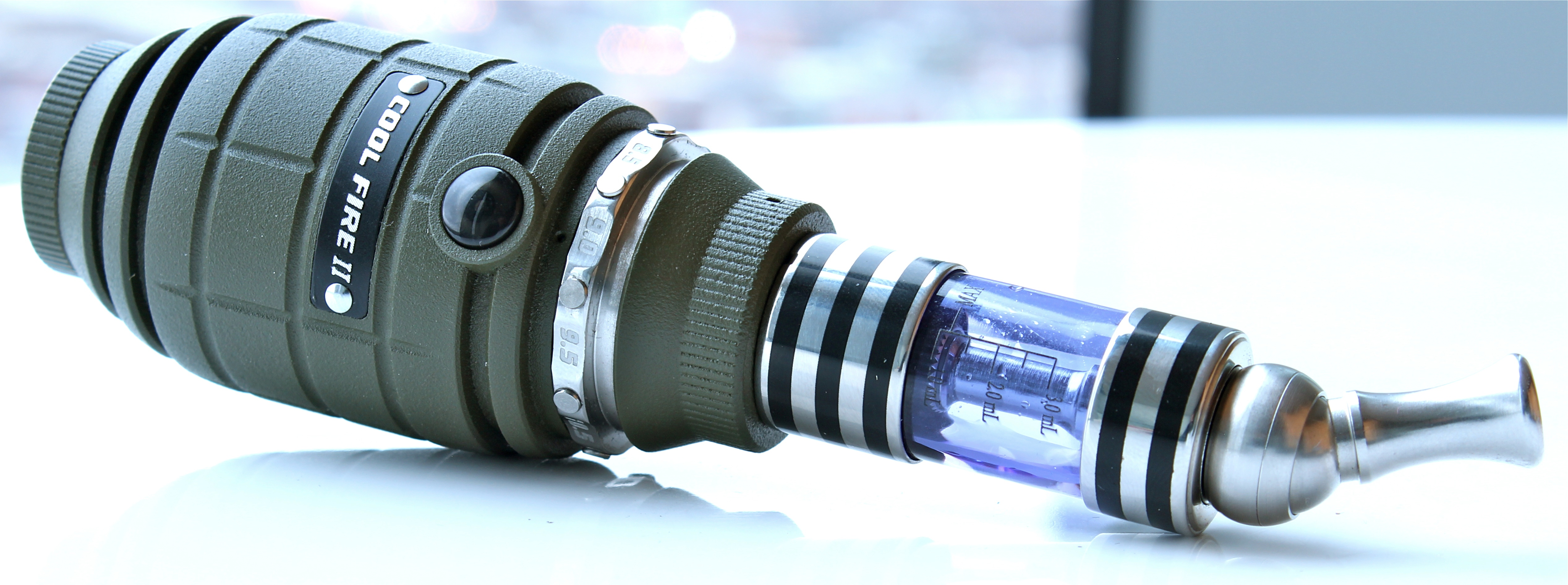
Un modèle original de cigarette électronique, reprenant la forme d'une grenade (2013).

Il existe un grand nombre de modèles de tailles, de capacités, de formes, de contenus, d'accessoires et de marques. Depuis les cigarettes électroniques jetables ou les premiers modèles qui cherchaient souvent la ressemblance avec les cigarettes traditionnelles jusqu'aux derniers modèles dont l'apparence peut s'éloigner fortement des références au tabac.
Une cigarette électronique est constituée des éléments principaux suivants :
- une batterie (qui alimente l'atomiseur) ;
- un atomiseur (qui contient une résistance qui va vaporiser le liquide) ;
- un réservoir (le contenant du liquide) ;
- un embout buccal (ou drip tip)[13], qui permet d'inspirer la vapeur sortant de l'atomiseur.

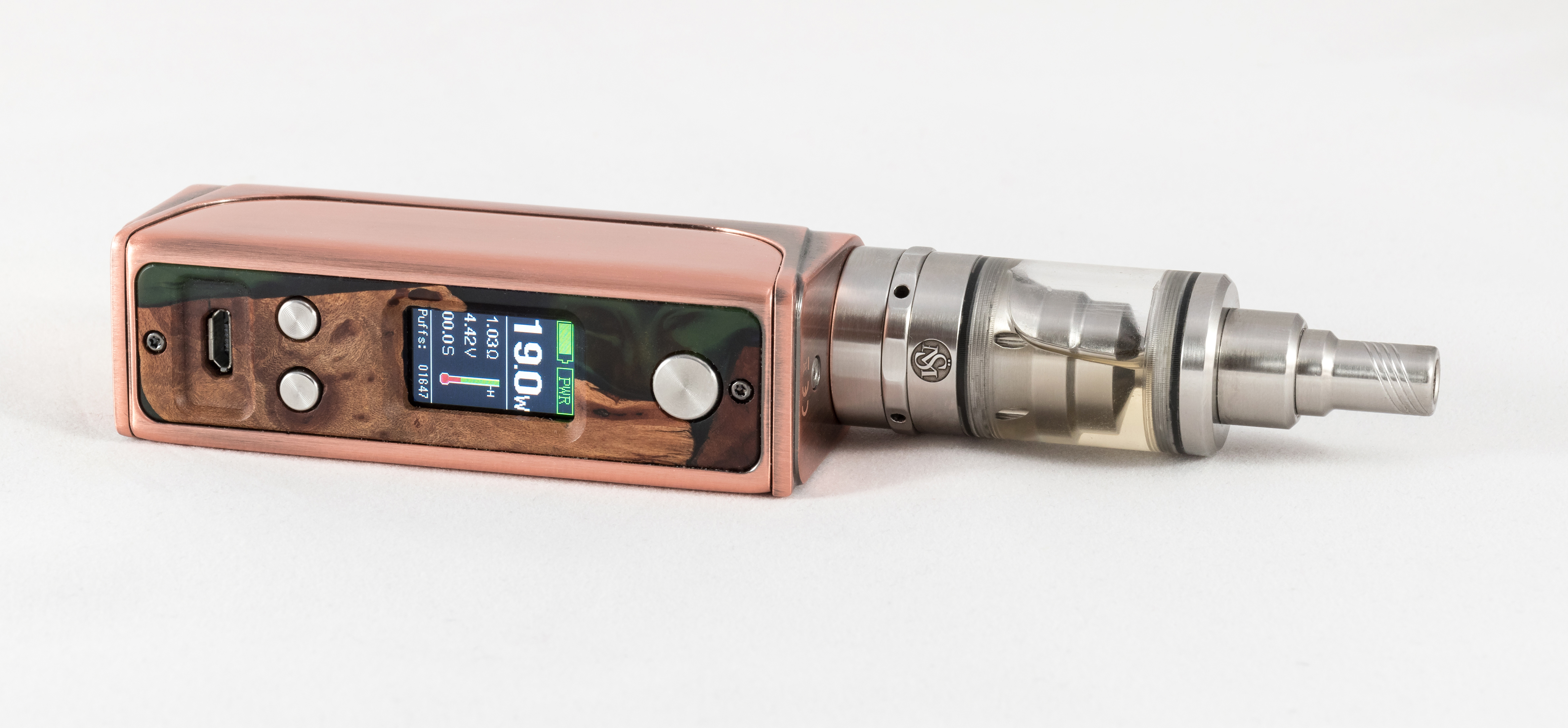
Cigarette électronique (mod) de quatrième génération, de type « box », ici couchée sur la tranche (2017). On peut voir que l'atomiseur et le réservoir (au-dessus du bloc batterie couleur cuivre) sont faits d'un seul tenant, avec l'embout buccal au sommet (à droite).
a. embout buccal, b. réservoir à liquide de vapotage, c. liquide de vapotage, d. chambre de vaporisation, e. résistance ou atomiseur, f. module électronique de puissance, g. accumulateur.
L'atomiseur et le réservoir sont souvent constitués d'un seul ensemble. L'atomiseur se fixe sur la batterie (vissage) et l'embout buccal est au sommet de l'atomiseur (avec la possibilité, selon les modèles, d'utiliser des embouts personnalisés ou de forme différente).

### Batterie

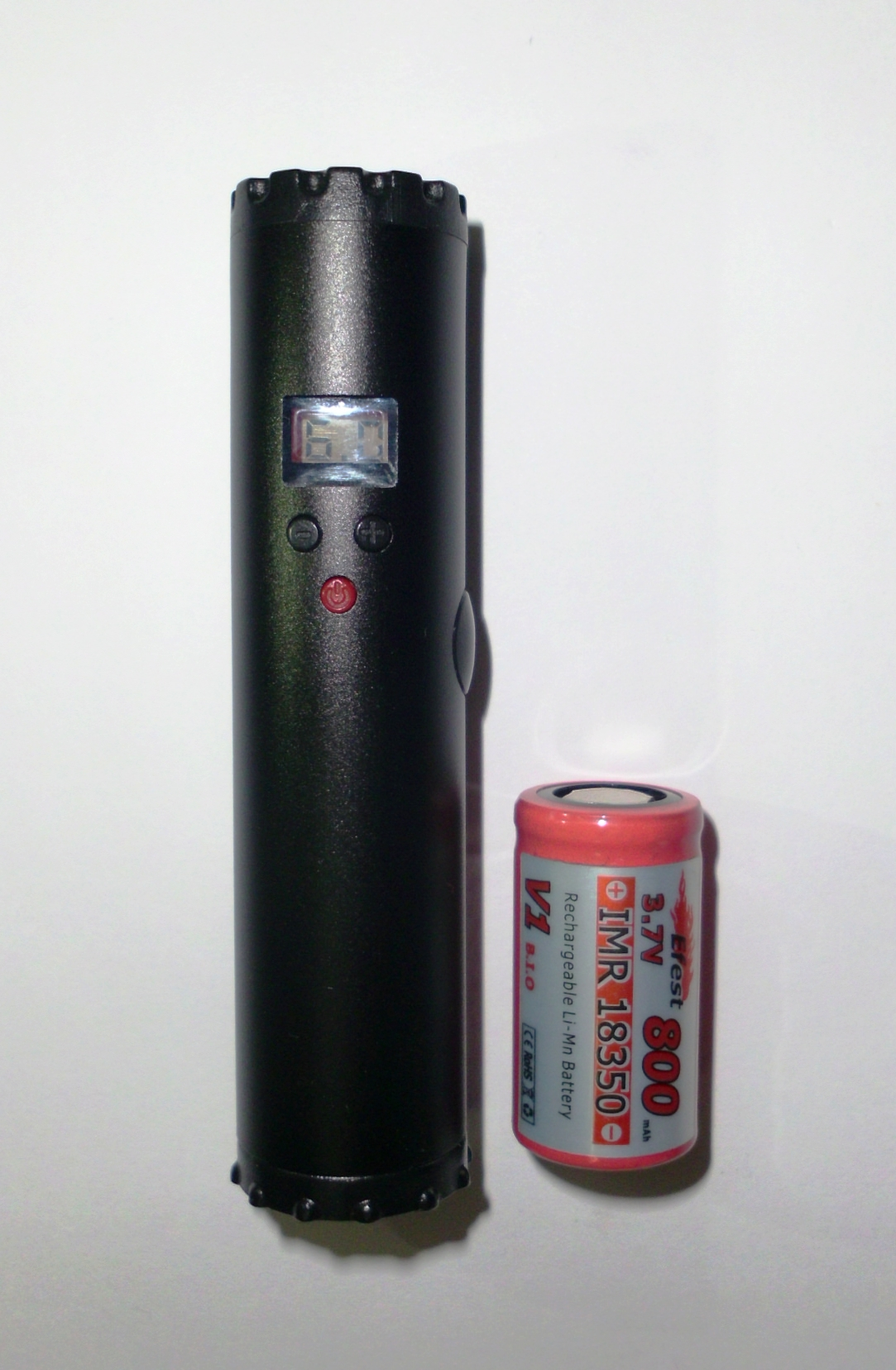
Compartiment d'accumulateur avec système électronique de réglage de la tension, nommé également mod, avec un accu. rouge (2012). L'atomiseur/clearomiseur se fixe au-dessus.

La batterie est constituée d'un ou de plusieurs accumulateurs dans un bloc et équipé d'un module électronique de régulation et de protection. Lorsque cet ensemble est démontable, on parle alors de mod.
Les accumulateurs pour cigarettes électroniques sont actuellement presque exclusivement de technologie lithium-ion.

### Atomiseur/clearomiseur

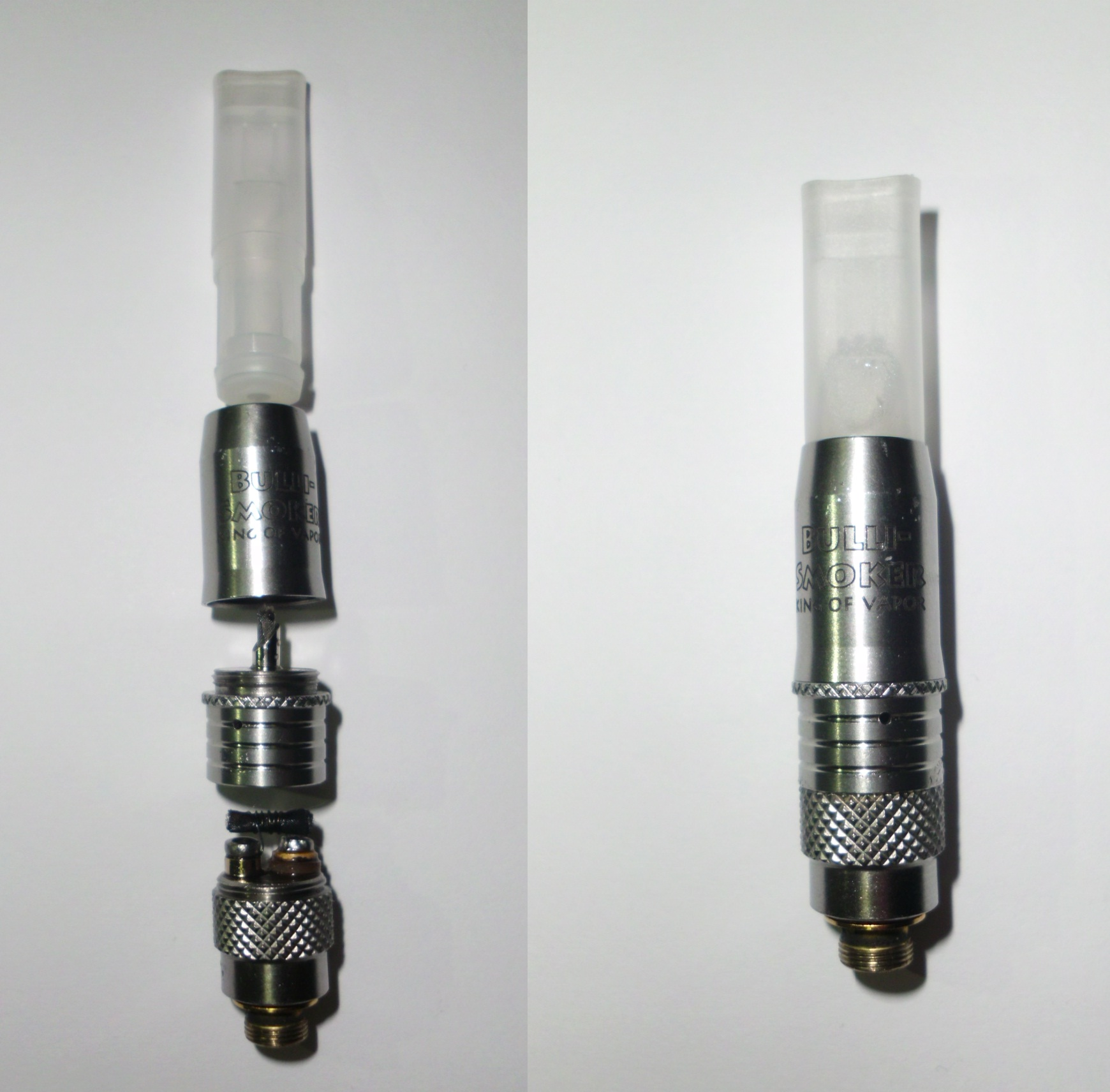
Atomiseur démontable (ancien modèle).

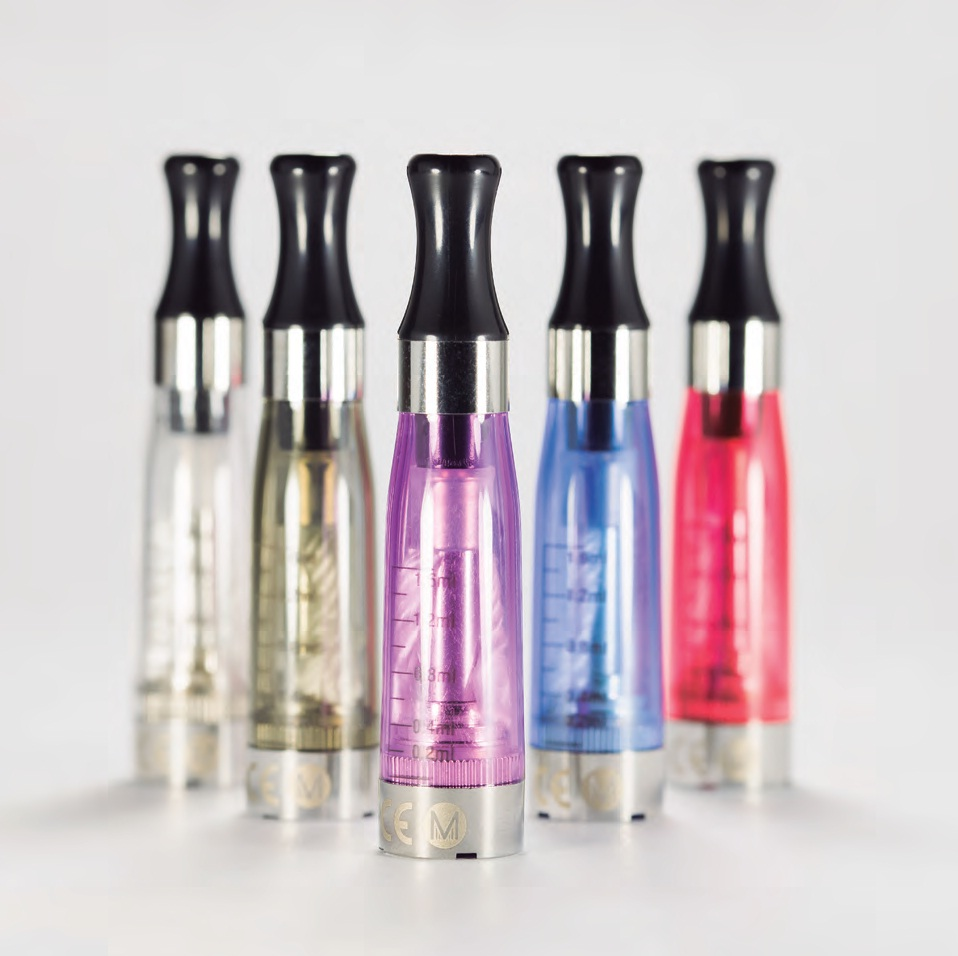
Atomiseurs de type « clearomiseur » (résistance à l'intérieur) avec embout (drip tip) intégré au sommet (modèle de seconde génération).
Les tresses blanches en fibre de verre à l'intérieur s’imprègnent du liquide pour l'amener jusqu'à la résistance, en haut du dispositif.

L'atomiseur est la partie qui a pour fonction de chauffer le liquide afin de générer l'aérosol.
Les atomiseurs, « cartomiseurs » et « clearomiseurs » contiennent un fil résistif en nichrome, Kanthal, acier inoxydable, nickel ou titane qui entoure une mèche qui peut être en fibre de silice, en coton ou en grille de tamis fin (mesh en anglais) et/ou qui est entouré par une bourre. La mèche ou bourre ont pour fonction de stocker le liquide et de l'amener par capillarité à la résistance pour qu'il soit chauffé et vaporisé.
Quand l'atomiseur et la cartouche sont indissociables et ne forment qu'un seul composant, ce dernier est nommé « cartomiseur » (contraction des mots « cartouche » et « atomiseur ») ou cartouche à atomiseur intégré. Les cartomiseurs alimentent en liquide l'atomiseur par l'intermédiaire d'une bourre.
Lorsque l'alimentation est assurée à l'aide d'un système à mèches, on parle de « clearomiseur », équipé en général d'un réservoir en tout ou partie transparent. Le système de mèche est situé soit en haut pour des vapeurs qui seront tiède à chaude, soit en bas pour des vapeurs qui seront froide à tiède.
Les atomiseurs sont des consommables dont la durée de vie varie énormément suivant le modèle, l'utilisation et le type de liquide. La plupart des modèles permettent de ne changer que la résistance lorsqu'elle est trop encrassée, afin de ne pas jeter le reste du corps de l'atomiseur.
Il existe également une famille d'atomiseurs dits « reconstructibles » qui permettent à l'utilisateur de configurer lui-même ses résistances chauffantes et ses mèches.
Un dispositif de régulation du flux d'air peut être également intégré à l'atomiseur.

### Réservoir
C'est la partie contenant le liquide, généralement cylindrique. Il est en plastique, en verre ou en métal et se présente soit sous la forme d'une cartouche préremplie à usage unique, soit sous celle d'un réservoir à remplir, par le haut ou par le bas.
Il existe trois types de réservoirs : ceux à bourre, ceux sans bourre, dits réservoirs tank, et les atomiseurs secs (dripping atomizers) dans lequel le liquide à vapoter n'est stocké que dans la mèche.
Le réservoir possède deux ouvertures : une entrée d'air et une sortie pour la vapeur.
La sortie peut être équipée d'un embout buccal interchangeable.

### Liquides à vapoter

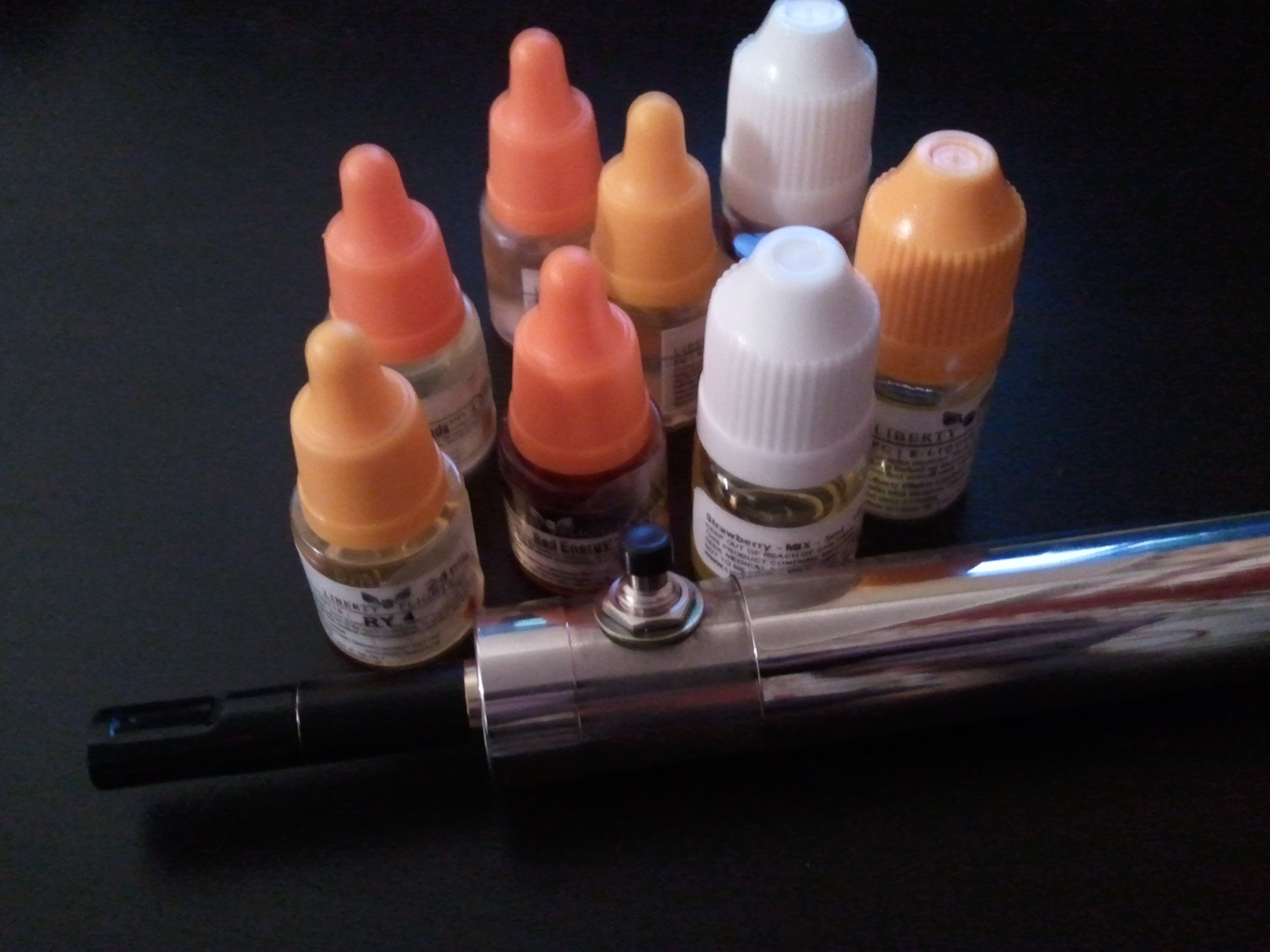
Plusieurs flacons de liquides à vapoter (10 ml) et une cigarette électronique (2011).

Les liquides à vapoter (souvent nommés « e-liquides » par les industriels ou les commerçants spécialisés), se composent :
- d'un mélange à base de propylène glycol (PG)[16],[17] et/ou de glycérine végétale (aussi nommé glycérol, VG)[16], additionné quelquefois d'une combinaison d'éthanol[16] et/ou d'eau dont le total dépasse rarement 5 % ;
- d'arômes, généralement issus de l'industrie alimentaire[16] ;
- de nicotine à des taux variables[16], en général de 0 à 3,6 % — soit 0 à 36 mg/ml, mais pouvant dépasser 50 mg/ml ; dans l'Union européenne, la teneur maximale en nicotine est de 20 mg/ml[18].

La nicotine utilisée est le plus souvent sous une forme dite purifiée, ou nicotine-base, plus rarement sous la forme de sels de nicotine, qui est plus proche de son état naturel.
Le sel de nicotine correspond à l'ajout d'une base acide (le plus souvent de l'acide benzoïque) à la nicotine pure qui permet de délivrer de la nicotine de manière plus rapide et plus intense.
Si les liquides à base de PG et/ou VG sont largement majoritaires, quelques alternatives existent toutefois. Par exemple, le propane-1,3-diol, commercialisé notamment sous la marque Végétol, ou quelquefois le polyéthylène glycol sous sa forme de PEG400.
Beaucoup d'utilisateurs procèdent eux-mêmes à l'assemblage des différents éléments de base pour composer leurs propres liquides, on parle alors de DIY (« do it yourself », « faites-le vous-même »).
Les liquides sont vendus le plus souvent dans des flacons en plastique de 10 à 50 ml et, plus rarement, sous forme d'échantillons ou de flacons unidoses de 2 ml pour les tester. Ils existent quelquefois sous forme de gels. Si le liquide à vapoter contient de la nicotine, les flacons de contenance supérieure à 10 ml sont interdits à la vente en France depuis janvier 2017, en application de la directive européenne concernant les produits du tabac (DPT-TPD) d'avril 2014,.
Les taux de nicotine sont indiquées sur le flacon de liquide (ou sur la cartouche pré-remplie), parfois avec l'abréviation « mg » (au lieu de « mg/ml »).
La sensation de picotement dans la gorge et la bouche, provoquée par la nicotine, est appelée « hit » par les utilisateurs de cigarette électronique. C'est l'abréviation de l'expression anglaise « throat hit ».
De nombreux arômes sont disponibles : tabacs, fruits, menthe, chocolat, café, vanille, etc.

## Aspects sanitaires

### Recommandations

#### International
En 2014, l'Organisation mondiale de la santé exprime sa préoccupation à propos des effets de la cigarette électronique dans un document préparatoire rédigé en vue de la sixième session de la conférence des parties à la Convention-cadre de l'OMS pour la lutte antitabac, ; ce document recommande d'interdire la cigarette électronique aux mineurs et le vapotage dans les espaces publics fermés.
En 2019, dans un rapport sur l'épidémie mondiale de tabagisme (présenté le 26 juillet 2019), l'OMS confirme ses avis précédents et qualifie les cigarettes électroniques d'« incontestablement nocives », bien que « probablement moins toxiques que la cigarette ». L'OMS s'appuie sur une dizaine d'études (dont des études récentes de 2018 et de mars et juin 2019) et conclut que si les effets nocifs sont encore difficiles à quantifier (faute de recul et en raison de la grande variété des types de composés et types de cigarettes électroniques), les risques et dangers de cette cigarette existent. L'OMS réaffirme sa position que ce produit devrait faire l'objet d'une réglementation. Elle considère toujours que la cigarette électronique n'a pas fait ses preuves pour le sevrage tabagique et qu'elle peut « saper les efforts de lutte anti-tabac » en constituant pour les jeunes une « passerelle » vers la dépendance à la nicotine. Selon l'OMS, l'industrie du tabac profite ici du statut encore flou de ces produits, ce qui lui permet d'éviter les taxes et interdictions qui concernent le tabac. Pour elle, ces industriels sont « le principal obstacle à la réduction de l'usage du tabac ». Elle se préoccupe notamment de la stratégie consistant à promouvoir leurs cigarettes électroniques, sous prétexte de soutien à la lutte anti-tabac, alors que « les éléments de preuve disponibles ne corroborent pas l'affirmation de l'industrie du tabac selon laquelle ces produits sont moins nocifs que les produits du tabac classiques ». L'OMS cite par ailleurs Philip Morris International et sa « Fondation pour un monde sans fumée » (Foundation for a Smoke-Free World), utilisée selon elle pour « influencer les agendas scientifiques et politiques », par exemple en finançant des études en faveur des alternatives à la cigarette présentées comme à « faibles risques », et en finançant des gouvernements et la communauté de la santé publique pour encourager les fumeurs à utiliser ces produits.
Ce rapport de l'OMS, qui se démarque des positions adoptées par d'autres instances sanitaires, fait réagir les associations d’usagers, des tabacologues et les professionnels du secteur de la cigarette électronique, notamment en France. Selon un article du Figaro du 5 août 2019 qui reprend les propos de l'Agence nationale de santé publique dans son baromètre 2017, « ces dispositifs [les cigarettes électroniques] ont déjà aidé des milliers de personnes à arrêter de fumer : au moins 700 000 en France ces 7 dernières années »,. L'Académie nationale de pharmacie réagit au rapport sur Twitter et considère qu'il s'agit d'une « incompréhensible position de l’OMS. Le tabac est responsable de 73 000 morts en France. L’e-cigarette permet d’arrêter de fumer. Ses composants sont à l’évidence moins nocifs que le tabac ». Le professeur Gérard Dubois qualifie quant à lui cette décision d'« erreur de communication invraisemblable ». Selon lui « La cigarette électronique est destinée aux fumeurs car ils sont en danger, le tabac tue 8 millions de personnes [dans le monde] chaque année […] Si vous voulez comparer les deux en termes de dangerosité, c’est comparer le pistolet à bouchon avec un canon de marine ». Enfin, le journal cite le Pr Bertrand Dautzenberg, pneumologue et défenseur de la cigarette électronique, qui s’inquiète que ce message n’aggrave « la méfiance des fumeurs envers l’e-cigarette » et ait un « effet délétère sur les tentatives d’arrêt »,. L'article du Figaro considère que la position de l’OMS prête à confusion : tandis que l’agence onusienne reconnaît que « les effets à long terme des inhalateurs électroniques de nicotine restent inconnus », elle affirme dans le même temps que la cigarette électronique est « incontestablement nocive », mettant notamment en garde sur le risque d’irritation des voies respiratoires, de la gorge et des yeux, ou encore le risque d’effets cardiovasculaires. Par ailleurs, dans ce rapport l'OMS ne remet pas en doute les études comparatives des effets de la cigarette électronique et ceux du tabac, qui affirment que les risques du vapotage sont incomparables à ceux du tabagisme, comme confirmé par l’OMS. Elle admet en outre que la cigarette électronique peut aider certaines personnes à arrêter de fumer, mais déconseille son utilisation dans ce cadre, expliquant que son efficacité en la matière est encore « débattue »,.
À l'inverse, le Pr Loïc Josseran, président de l'Alliance contre le tabac, dit comprendre la « prudence » de l'OMS, notamment parce que 40 % des vapoteurs (selon l'Agence nationale de santé publique) continuent à fumer des cigarettes ordinaires tous les jours.
En 2021, dans le cadre d'un rapport sur le tabagisme, l'OMS réaffirme son rejet de la cigarette électronique.

#### États-Unis
Le 8 décembre 2016, un rapport de l'Administrateur de la santé publique des États-Unis appelle à réduire l'utilisation de la cigarette électronique chez les jeunes, au vu des dangers que celle-ci représente pour leur santé et pour celle de leur entourage,.
La teneur de ce rapport a amené de nombreuses réactions d'experts des deux côtés de l'Atlantique.
Aux États-Unis, en 2019, des cas de pneumopathies sont apparues chez des sujets jeunes consommant certains produits par vapotage. Elles pourraient avoir été causées par la présence de substances lipophiles ou huileuses qui migrent dans le poumon. Parmi les produits suspectés début septembre 2019 se trouvent la vitamine E, le cannabis ainsi que des produits commercialisés clandestinement.

#### France
En 2011, un avis de l'AFSSAPS recommande de ne pas utiliser la cigarette électronique en raison de la toxicité de la nicotine par voie cutanée ou par voie orale, pouvant être grave notamment chez les enfants, et du risque de dépendance primaire, lié également à la nicotine.
En 2016, le Haut Conseil de la santé publique (HCSP) indique « que la cigarette électronique :
- peut être considérée comme un outil d’aide au sevrage tabagique pour les populations fumeuses désireuses d’arrêter leur consommation de tabac ;
- constitue un outil de réduction des risques du tabagisme même si pour les usagers à la fois de tabac et de cigarette électronique, le débat reste ouvert ;
- pourrait constituer un point d’entrée dans le tabagisme mais que ce risque serait contrebalancé par le fait qu’elle pourrait aussi retarder cette entrée ;
- induit un risque de « renormalisation » de la consommation de tabac compte tenu de l’image positive véhiculée par son marketing et sa visibilité dans les espaces publics ».

Dans le même avis, le HCSP recommande de « maintenir les modalités interdictions de vente et de publicité prévues dans la loi de modernisation du système de santé et d'étendre l'interdiction d'utilisation à tous les lieux à usage collectif ». Il recommande aussi de poursuivre les efforts d'information et de recherche sur le sujet.

#### Royaume-Uni
Le Royaume-Uni fait partie des pays les plus enthousiastes quant au potentiel de la cigarette électronique dans le cadre du sevrage tabagique.
En 2014, le Ministère de la santé du pays commande un rapport réalisé par deux professeurs exerçant au UK Centre for Tobacco and Alcohol Studies de l'Université de Nottingham. Selon les auteurs, bien que la cigarette électronique contienne des substances nocives, les concentrations de celles-ci sont « nettement inférieures à celles des cigarettes classiques ». Selon eux, l'un des atouts de la cigarette électronique est de pouvoir permettre à ses utilisateurs de conserveur leur « identité de fumeur » à l'aide d'un outil de sevrage tabagique à l'image « non-médicale et socialement acceptable ». Ils concluent en indiquant que la cigarette électronique a « clairement le potentiel de réduire la prévalence du tabagisme au Royaume-Uni ».
L'année suivante, en 2015, le ministère de la santé britannique publie son propre rapport qui indique que « ces conclusions concordent avec un examen effectué par une équipe internationale d’experts, qui a estimé que les risques du vapotage représentent moins de 5 % des risques liés au tabagisme ».
En 2018 par exemple, l'association UK Vaping Industry a rencontré plusieurs députés et membres de la Chambre des lords afin de lancer une nouvelle opération annuelle baptisée VApril, dont le but affiché est de convaincre chaque année de nouveaux fumeurs de passer à la cigarette électronique. Quelques mois plus tard, la Royal Society for Public Health, plus ancienne organisation de santé publique du Royaume-Uni, présente un rapport destiné à classer les plus grandes rues du pays « de la moins saine à la plus saine » en donnant des notes aux différents points de vente qui s'y trouvent. Dans ce rapport, l'organisation note les magasins de cigarettes électroniques de manière positive, aussi bien que les musées, en expliquant que « bien que les effets précis à long terme de la vape soient inconnus, elle est néanmoins nettement plus sûre que la cigarette traditionnelle ».
En 2019, une opération test est lancée sur le territoire. Consistant à distribuer gratuitement des cigarettes électroniques au sein d'une clinique psychiatrique, les autorités expliquent qu'elle a le potentiel de « transformer la vie des patients, de leur permettre d’arrêter de fumer, de leur faire réaliser des économies et de transformer leur santé ».

### Toxicité

#### Généralités
En raison du caractère récent du vapotage, les premières études scientifiques publiquement disponibles sur ses effets sur la santé ne sont apparues que vers 2009, et en 2020 bien que des centaines d'études aient été publiées sur le sujet, les études épidémiologiques de haute qualité et des études de recherche biologique appliquée manquent encore. Faute de données publiées suffisantes, les avis d'experts et d'autorités publiques ont, jusqu'ici, été calquées sur les stratégies publiques de lutte contre le tabagisme. La Recherche a d'abord porté sur les risques de dépendance à la nicotine, puis sur les effets des additifs et des sous produits des e-liquides de vapotage.
Dans une cigarette électronique, l'absence de combustion fait que le produit « aérosolisé » ne contient ni monoxyde de carbone, ni goudrons. Mais — comme autrefois pour la cigarette — les toxicologues et les addictologues sont confrontés à la présence de centaines d'autres produits chimiques générés dans les aérosols. Lors de chaque bouffée profonde, ces aérosols sont emportés dans la bouche, puis dans le système respiratoire du vapoteur. Là, une partie de ces produits est susceptible de passer dans le sang, au niveau des alvéoles pulmonaires, et une autre partie peut-être déglutie.

Par ailleurs — à la différence du cas de la cigarette — les toxicologues sont confrontés à des e-liquides de plus en plus variés, et dont la composition a beaucoup évolué dans le temps. Selon M. Georges (2022), du « Service de pneumologie et soins intensifs respiratoires » du CHU Dijon-Bourgogne (service qui est est aussi Centre de référence des Maladies pulmonaires rares de l'adulte pour la France), cette évolution a été subtile, mais s'est faite d'une manière « susceptible d'accroître leur toxicité ».
Et s'il n'y a pas de flamme dans la e-cigarette, le contenu moléculaire du e-liquide change sous l'effet de sa chauffe brutale — typiquement à 250-400 °C — sur le fil résistif de l'appareil (cette fourchette de température implique des réactions de pyrolyse et la production de nanoparticules, et on a constaté qu'elle libère aussi des métaux lourds).
Ces changements sont plus ou moins marqués selon la température de chauffe (qui est en partie liée à l'alimentation de l'appareil),. D'autres changements interviennent lors de la phase de condensation et durant l'inhalation.
Depuis l'invention de cet objet, de nombreuses « innovations » techniques ont de possibles effets toxicologiques, dont celles qui permettent une autonomie et/ou d'une puissance fortement accrues (jusqu'à 200 Watts). Tous les modèles ne sont en outre pas dotés d’un limiteur de température. Or un chauffage excessif de l'e-solution produit des composés indésirables et toxiques. Le consensus scientifique est que le vapotage a des effets sur la santé, certes moindres que ceux la cigarette, mais régulièrement rapportés, scientifiquement démontrés pour certains, et à ne pas sous-estimer. On le sait depuis 2012 environ, au moins pour certains composants ou certaines saveurs.

Les parfums et aromatisants utilisés par les fabricants de liquides de vapotage sont agréés pour l'ingestion, mais non pour l'inhalation, qui s'avère toxique au moins pour le menthol, la cannelle, la vanilline, le diacétyl (source du goût « beurré ») et d'évidence déjà bien connue pour le benzène et la nicotine.
En 2019, des pédiatres américains dénoncent une probable nouvelle crise de santé publique, notamment expliquée par le fait que, selon eux, « la plupart des grandes marques de cigarettes électroniques appartiennent à de grandes compagnies de tabac qui utilisent des stratégies de marketing et de publicité similaires pour attirer les jeunes utilisateurs comme elles l'ont fait avec les produits du tabac traditionnels ».

##### Données toxicologique disponibles dans les années 2000-2010
Les données toxicologiques récoltées durant cette période sont encore lacunaires, mais ont fait l'objet d'une synthèse, publiée dans le Journal of Public Health Policy (en) par Z. Cahn Z et Michael Siegel (en) et al., de la Boston University School of Public Health (BUSPH). Titrée « Pour la lutte antitabac : un pas en avant, ou une répétition des erreurs du passé ? », elle conclut qu'en raison de l'absence de combustion, les vapeurs et particules produites par une cigarette électronique ne contiennent pas de monoxyde de carbone ni de goudrons.

##### Données toxicologique disponibles dans les années 2010-2020
Cette décennie a été marquée, dans le monde occidental principalement, par une explosion du nombre de détaillants (« vapoteries ») et de matériel, par une forte augmentation des dépenses de marketing des e-cigarettiers, et par une augmentation de leur engagement en ligne, dont via les médias sociaux.
En mai 2011 en France, l'Agence nationale de sécurité du médicament et des produits de santé (ANSM) rappelle la toxicité de la nicotine. Elle ajoute que « concernant le risque de toxicité des solvants utilisés dans les cigarettes électroniques, en particulier le propylène glycol, il est difficile de se prononcer en raison de l'absence de données qualitatives et quantitatives suffisantes ».
qu'« à ce jour, aucun effet indésirable ou cas d'intoxication en lien avec la présence de ces solvants […] n'a été rapporté ». Mais dans les 10 ans précédant cet avis, et ensuite, l'objet « cigarette électronique » a évolué, de même que la composition et la variété de ses contenus possibles ; ceci demande aux toxicologues de constamment réétudier les risques du vapotage pour la santé.
En 2012-2013, de nouvelles études concluent à une moindre toxicité et moindre quantité d'aérosols dans les vapeurs de cigarette électronique que dans la fumée du tabac, tant pour les toxiques que pour les substances cancérigènes ; elles confirment aussi que ce dispositif peut être plus efficace pour le sevrage que d'autres méthodes d'administration de la nicotine (même si, inversement, une partie des vapoteurs deviendront de fumeurs de tabac), car les stimuli associés à l'acte de fumer ont un effet durable contre les symptômes du sevrage ; mais ces études (sur le modèle animal, et chez l'Homme) montrent aussi que le vapotage n'est pas inoffensif ;
En septembre 2013, la revue 60 Millions de consommateurs rapporte que des tests faits sur une dizaine de modèles de cigarettes électroniques, montrent une émission substantielle de molécules cancérigènes (comme le méthanal, l'acroléine ou l'éthanal).
En avril 2014, en Suisse, l'émission de télévision « À bon entendeur » de la RTS fait aussi procéder à une série de tests comparatifs par le laboratoire Certech en Belgique : les résultats et conclusions des analyses mettent également en évidence une pluralité de substances chimiques potentiellement toxiques induites par l'inhalation (directe ou indirecte) ou vapotage.
En 2015, une étude sur le modèle animal (souris de laboratoire) conclut que des souris ayant respiré de la vapeur d'une cigarette électronique (du commerce) sont devenues plus vulnérables à la pneumonie aiguë et à la grippe ; les chercheurs citent plusieurs composés de cette vapeur susceptibles d'altérer le système immunitaire animal, mais concluent au besoin d'études plus poussées pour expliquer le mécanisme biologique en jeu. Certains commentaires de scientifiques à cette publication émettent des doutes quant à la pertinence d'un modèle murin, estimant que la même exposition pour un être humain nécessiterait une aspiration à un rythme irréaliste (11 à 13 fois par minute)[réf. souhaitée].
En août 2015, pour le gouvernement anglais, le Public Health England, estime dans un rapport que, selon les estimations disponibles (on n'a pas encore de données sur d'éventuels effets à long terme), la cigarette électronique est environ 95 % moins nocive que le tabac,. Neuf mois plus tard (en mai 2016), le Royal College of Physicians (Collège royal de médecine) estime aussi que les dangers de la cigarette électronique ont peu de chance d'excéder 5 % de ceux de la cigarette traditionnelle.

La même année toutefois, Vivek Murthy, Administrateur de la santé publique des États-Unis (Surgeon General of the United States), alerte sur « l'ampleur du vapotage parmi les jeunes Américains », qui constitue selon lui « une inquiétude majeure de santé publique », alors que l'on a constaté une augmentation de 900 % du taux d'utilisation des cigarettes électroniques chez les lycéens. Trois chercheurs universitaires américains ont montré que comparativement aux années 2012-2014, sur les sites de vente en ligne, la prévalence de l'allégation de la facilitation de l'arrêt du tabac grâce aux cigarettes électroniques, et de trois affirmations voulant que ces dernières seraient plus saines, moins chères et utilisables dans plus de lieux « a diminué de manière significative ».
En 2019, des scientifiques français ont cherché à comprendre pourquoi les teneurs en composés carbonylés varient autant selon les études alors disponibles. Les facteurs jusqu'alors connus comme influençant « fortement » l'émission de carbonyles lors du vapotage sont : « la température de chauffe, l'alimentation électrique, l'architecture de l'appareil, le niveau de remplissage du réservoir et les constituants principaux du e-liquide ». Cette étude y ajoute la manière dont le vapoteur « tire » ses bouffée d'aérosol (volume, durée et fréquence des bouffées). Les taux de formaldéhyde, d'acétaldéhyde, d'acétone, d'acroléine, de propionaldéhyde et de méthylglyoxal s'avèrent parfois fortement varier selon le type de bouffées (en particulier le formaldéhyde qui en laboratoire « variait de 20 à 255 ng/bouffée selon les conditions de bouffée »). Dans tous les cas, les carbonyles sont moindrement présents que dans les fumées de cigarette.
Deux études publiées en 2018 et 2019 détectent un risque accru d'atteintes cardio-vasculaire ; la seconde mettant en cause les parfums contenus dans les liquides.
Des e-cigarettes jetables, dites « de 5e génération » ou « puffs », en forme de longues et fines clés USB ou de surligneurs colorés, vendues avec plusieurs arômes, avec ou sans nicotine (taux présentés en mg/mL ou pourcentage) et jusqu'à 17 composés chimiques, la plupart non cités par le fabricant et pour certains potentiellement irritants.

##### Données toxicologique disponibles dans les années 2020
En 2020, les « puffs » arrivent sur le marché européen. Les industriels les ont designés comme des jouets ou des crayons, colorés, faciles à loger dans une trousse d'école, pour a priori viser les adolescents ; une expérience a montré en Suisse que les adolescents mineurs, en dépit des interdictions, en achètent très facilement. Les toxicologues et les addictologues sont maintenant confrontés à un marché de la e-cigarette « inondé d'une myriade de types d'appareils » et de produits.
En 2021, la revue 60 Millions de consommateurs publie un article rappelant que vapoter peut aider à arrêter de fumer, mais présente aussi des risques, même s'ils sont moindres pour la santé que le tabagisme. Jusqu'alors, on considérait que les aérosols de vapotage contenaient jusqu'à 400 fois moins de produits toxiques qu'une cigarette classique. Cette idée est peu à peu battue en brèche, notamment car le mécanisme du vapoteur et la composition et la diversité des e-liquides ont évolué dans la décennie précédente, pour s'adapter à la législation sur les produits issus du tabac, tout en développant des arôme plus attirants pour les jeunes et adolescents, aux saveurs fruitées puis très sucrées (évoquant les bonbons et les desserts). Ces saveurs « réduisent inconsciemment la perception du danger et séduisent les adolescents ». Des arômes à base de menthe/menthol se sont aussi multipliés. Or, selon M.Georges (2022) « les composés chimiques utilisés pour l'aromatisation du e-liquide sont pour la majorité d'entre eux soit dangereux pour la santé humaine soit des irritants pour les voies respiratoires ».
Selon les données disponibles au début de cette décennie, le vapotage a au moins deux effets négatifs désormais avérés sur la santé :
1. augmentation du degré de virulence de certaines bactéries : on a montré que le vapotage favorise en effet l'adhésion de Streptococcus pneumoniae[77] aux cellules pulmonaire, en augmentant l'expression de certains facteurs d'adhésion, dont le « platelet-activating factor receptor » (pour le pneumocoque par exemple)[78], ce qui favorise le développement des biofilms bactériens, puis la pneumonie. 
In vitro et chez l'animal, le même phénomène est observé pour au moins trois autres microbes préoccupants (Staphylococcus aureus, Haemophilus influenzae et Pseudomonas aeruginosa)[79],[80].
  - Aggravation du risque d'infection pulmonaire, à la suite d'une diminution de la défense immunitaire innée du poumon. Ceci a plusieurs causes, dont :
2. la dégradation de la fonction antibactérienne et de la fonction antivirale des globules blancs. Plus précisément les aérosols inhalés lors du vapotage inhibent les capacités de chémotaxie et de phagocytose des polynucléaires neutrophiles et des macrophages qui normalement protègent les poumons et la fonction respiratoire[79],[81],[82] ; 
  - une dégradation de la protection de l'épithélium respiratoire par son mucus[80] ;
  - en inhibant partiellement la réponse immune adaptative aux pathogènes, pour sa partie médiée par les lymphocytes T CD4+ et les immunoglobulines[83].

En 2022, on estime que de manière générale, la toxicité d'une e-cigarette s'élève avec le taux de benzène de l'e-liquide et avec le taux du mélange d'arômes et des composés chimiques plus concentrés. Concernant la cancérogénicité et la mutagénicité, en 2021, Dusautoir et al. ont montré, in vitro, un stress oxydatif et une réponse inflammatoire atteignant un niveau similaire à celui induit in vitro par la fumée de cigarette, mais après une exposition plus intense,. Puis l'année suivante (2022), une équipe a comparé, dans le modèle murin, les effets de l'inhalation d'aérosols générés à deux puissances (18 W et 30 W) à l'effet de la « cigarettes-modèle » (3R4F, utilisée comme référence en tabacologie). L'évaluation s'est basée sur le test des comètes, le test du micronoyau et le test de mutation du gène Pig-a, faits après une exposition subaiguë de 4 jours, subchronique de 3 mois et chronique de 6 mois ; et le stress oxydatif a aussi été évalué. Cette étude a montré que parmi les 2 types de e-cigarettes étudiés, seules l'e-cigarette à haute puissance (30W) et la cigarette 3R4F ont induit des dégâts oxydatifs à l'ADN (dégâts observés dans les poumons et le foie). Par contre le changement de liquides (parmi les liquides testés) n'a n'ont pas suscité « d'augmentation significative des aberrations chromosomiques ou des mutations géniques quel que soit le type de produit ». Les auteurs ont conclu que « les e-cigarettes, à haute puissance, doivent être considérées, contrairement aux idées reçues, comme des produits dangereux en termes de génotoxicité dans les modèles murins ».
En 2023, alors qu'étant « présentées comme une alternative inoffensive aux cigarettes traditionnelles par les lobbies industriels, les cigarettes électroniques sont souvent proposées comme une aide au sevrage tabagique au même titre que les substituts nicotiniques. Cette stratégie est notamment proposée sans connaissance de ses effets sur la santé reproductive humaine ». Les données disponibles en 2023 à ce sujet proviennent presque toutes du modèle animal, mais elles montrent un effet négatif sur la fertilité, probablement lié au contenu toxique des aérosols de vapotage, contenu qui inclut des perturbateurs endocriniens réputé négativement affecter l'homéostasie hormonale, la morphologie et le fonctionnement du système reproducteur. Pour combler la carence de données concernant l'humain, des chercheurs français (dont membres de CECOS) se sont intéressés aux effets du vapotage sur l'Assistance Médicale à la Procréation, via une nouvelle étude (FIV-VAP) étude encore en cours, pilotée par le service de Médecine et Biologie de la Reproduction du CHU d’Amiens.

### Cas particulier de la toxicologie du vapotage de menthol et de ses ersatz chimiques sans odeur
Le menthol et/ou des produits chimiques dits « agents synthétiques rafraichissants » de type WS3 et WS23 qui donnent une « sensation de fraicheur » (sans odeur de menthol), produisent chez de nombreux usagers des effets sensoriels subjectivement rafraîchissants et perçus comme agréables par un grand nombre de personnes, notamment chez les jeunes. Ces molécules de synthèse ne sont pas nouvelles (des études antérieures et les archives de l'industrie du tabac montrent que cette industrie les a développées et utilisées depuis 1974 ; ces molécules sont considérées comme « sans danger pour une ingestion orale limitée », mais, « la toxicologie par inhalation et les effets sur la santé de l'exposition quotidienne aux agents liquides rafraichissants synthétique sont inconnus et méritent une enquête scientifique et l'attention des organismes de réglementation ». 
En 2019, « Le rôle des e-cigarettes aromatisées dans l'arrêt du tabac reste incertain », et plus d'une cinquantaine d'études scientifiques ont apporté des preuves cohérentes que les arômes non mentholés modifient les perceptions du risque d'addiction et de nuisance pour la santé de la cigarette électronique, et ont un effet incitatif chez les jeunes comme chez les adultes. Parmi ces études, six ont montré que les agents rafraichissants augmentent la volonté d'essayer l'e-cigarette, et sept autre études ont montré que chez l'adulte aussi, les arômes augmentent l'attrait, cinq études précisant qu'ils sont même « la principale raison pour laquelle de nombreux adultes utilisent le produit » ; une étude de 2023 conclut que la cigarette électronique sans arômes de tabac semble plus propice à la réussite d'une sortie de la dépendance au tabac et que parmi les saveurs, le menthol ou la menthe augmenterait légèrement les chances d'arrêter de fumer du tabac durant un an.
Selon une étude publiée en 2022 par cinq addictologues américains : les saveurs rafraîchissantes se sont récemment et rapidement diversifiées « de manière à compliquer la lutte antitabac ».
Vers la fin des années 2010, ces agents de saveur ou d'effets sont introduits en quantité importante et croissante dans les e-liquides aromatisés, par exemple étiquetés aux États-Unis « koolada », « kool/cool », « ice », « Wilkinson Sword (WS) » ou « WS-3/WS-23 »  (ils permettent de créer des saveurs hybrides glacées associant une impression de froid à des notes fruitées/sucrées telle que « Raspberry Ice »). Ces molécules sont aussi présentes, en quantités parfois importantes, dans des e-liquides ne présentant pas ces étiquettes, ajoutant des « notes » rafraîchissantes (aux saveurs non mentholées) à des goûts tels que pêche glacée, concombre, café latte...).
En 2021, une étude avait déjà montré que leur concentration était alors « jusqu'à 500 fois supérieure dans les e-liquides les plus récents (avec des concentrations parfois encore bien supérieures dans les puff-bars par rapport aux cigarettes électroniques « JUUL », leur concurrent direct) par rapport aux cigarettes électroniques classiques rechargeables qui dominaient le marché jusqu'à présent ». 
En outre, des concentrés WS-23/WS-3 sont aussi mis sur le marché comme additifs pour des e-liquides DIY (à faire soi-même). Et des indices émanant de « la recherche pharmacologique et les informations générées par les utilisateurs et par l'industrie » laissent penser que ces additifs WS-23/WS-3 « génèrent des sensations de refroidissement agréables qui masquent la dureté de la nicotine tout en manquant de certaines caractéristiques aversives des produits uniquement mentholés ».
En 2022, des chercheurs en chimie et toxicologues, au nom de la Society for research on nicotine and tobacco (SRNT), ont alerté sur le fait que l'adjonction de ces additifs « agents de fraicheur » « facilite l'initiation au tabagisme et aux produits du tabac (...) les connaissances sur le contenu des rafraichissants synthétiques dans les produits de cigarette électronique commercialisés aux États-Unis et les risques pour la santé associés sont encore limités (...) Des agents de refroidissement synthétiques (WS-3/WS-23) étaient présents dans les cigarettes électroniques commercialisées aux États-Unis, à des niveaux pouvant entraîner une exposition des consommateurs dépassant les seuils de sécurité fixés par les organismes de réglementation. Les réfrigérants synthétiques se trouvent non seulement dans les produits aromatisés à la menthe ou au menthol, mais également dans les produits aromatisés aux fruits et aux bonbons, y compris les produits de cigarette électronique jetables populaires tels que Puff Bar (en) ». Ces mêmes auteur insistent sur le fait que ces additifs non seulement peuvent augmenter l'addiction au produit, mais « être utilisés pour contourner les limites réglementaires actuelles et futures (...) et pas seulement des cigarettes électroniques ».
Ces additifs de type WS-3 ou WS-23 sont inodores et n'entrent donc pas dans la catégorie des « arômes caractérisants » utilisée par la réglementation américaine. Les auteurs appellent les régulateurs à prendre en compte les risques supplémentaires pour la santé posés par ces produits synthétiques déjà massivement utilisés (le WS-3 a été retrouvé dans 24/25 recharges E-liquides achetées dans le commerce puis analysées. Tous les types de saveur Puffbar contenaient soit du WS-23 (13 e-liquides sur 14) ou du WS-3 (5 e-liquides sur 14), et ce, dans les deux saveurs « Ice » et non « Ice ». Une évaluation de la quantité de WS-3 inhalé à partir d'e-liquides vapotés a conclu que la marge de sécurité était dépassée dans la plupart des scénarios d'utilisation quotidienne.
Selon les addictologues Meernik & al en 2019 : une information/sensibilisation des jeunes, et une interdiction des saveurs sans menthol dans les cigarettes électroniques peut réduire l'utilisation de la cigarette électronique chez les jeunes. Avec d'autres, ils réclament une législation et des recherches (longitudinales notamment) pour examiner de manière précise comment les saveurs peuvent ou non interagir négativement ou positivement vis-à-vis des comportements d'abandon de l'addiction au tabac,.

### Cas particulier de la toxicologie du vapotage de cannabidiol (CBD)
L'usage de CBD dans les e-cigarettes, éventuellement aromatisé et à diverses concentrations (de 0,182 à 3,346 % pour 20 produits analysés), s'est rapidement répandu.
Un premier problème, mis au jour en 2020 par des études américaine et suisse, est que l'étiquetage des e-liquides contenant du CBD n'est pas fiable : sur 20 échantillons d'e-liquides acheté en Suisse et soigneusement analysés, tous respectaient la réglementation de l'UE et de la Suisse (avec une teneur totale en THC inférieure à 0,1059 %), « les consommateurs ne peuvent pas se fier aux informations des fabricants » : les taux affichés par le fabricant sur l'étiquette en étaient faux (plus de 10% d'erreur dans le dosage) dans 13 produits sur 20 analysés, et mensonger dans deux cas (seulement 0,348 % et 0,182 % de CBD total, alors que l'étiquette mentionne « riches en CBD »). Une étude similaire américaine a en outre trouvé quatre produits - principalement commercialisés pour le vapotage - qui étaient frelatés avec des cannabinoïdes synthétiques. Dans quelques cas, les produits étaient surdosés. Ces erreurs ou fraudes ne concernent pas que le liquides de vapotage ; elles sont constatées aux États-Unis pour environ la moitié de tous le produits contenant du CBD achetés en ligne ou chez les détaillants, avec alors des risques d'interactions médicamenteuses, d'élévations des enzymes hépatiques et d'effets secondaires accrus pour l'utilisateur concluait en 2022 Johnson et al. de la Faculté de médecin de l'Université du Kentucky.
Des chercheurs avait déjà montré qu'une partie du CBD ajouté dans une cigarette est partiellement transformé en THC. On a ensuite étudié l'effet de pyrolyse induit par la chaleur crée par le fil résistif en présence de CBD, dans le spectre thermique typique des cigarettes électroniques (250-400 °C), ainsi qu'à 500 °C en conditions inertes et oxydatives. En fonction de la température et du l'atmosphère, 25 à 52 % du CBD ont été 'grillés', transformés en  Δ9-THC, le Δ8-THC (cannabinol et cannabichromène), les deux pyrolysats les plus retrouvés dans les deux cas (issus de réactions de cyclisation). Le THC était le principal sous-produit pyrolytique, à toutes les températures en conditions oxydantes et inertes. Selon les auteurs, le CBD introduit dans les e-cigarettes est donc bien un précurseur du THC, « avec tous les dangers liés à ce composé psychoactif ».
Katharina Elisabeth Grafinger et ses collègues toxicologues et chimiste de l'Université de Berne s'inquiètent du fait qu'en 2020 il n'existe « aucune réglementation officielle pour fournir des informations correctes sur le contenu du CBD et qu'aucun contrôle externe du produit ne soit disponible en Suisse et dans la plupart des autres pays ».

### Cytotoxicité
Une partie des toxines inhalées lors du vapotage passent dans le sang et, selon une étude publiée en 2022, semblent — tout comme dans le cas la fumée de cigarette — endommager le réseau mitochondrial.
Au vu des données disponibles, le mécanisme serait le suivant : par des mécanismes et voie encore mal compris, mais qui incluent une augmentation anormale des espèces réactives de l'oxygène, des réponses intercellulaires anormales et une perturbation de la fonction mitochondriale induisent une perturbation de l'homéostasie de l'organelle. Le stress oxydatif engendrerait alors un effet domino (d'enchainement d'événements moléculaires), se traduisant in fine par une dégradation de la morphologie et de l'homéostasie des mitochondries, avec de possibles fissions, fusions ou hyper-fusions mitochondriales et/ou la mitophagie. Plusieurs études laissent penser que cette chaine causale peut survenir même en cas d'exposition à la fumée secondaire ou tertiaire (voir paragraphe dédié à cette question plus bas), et que le stress oxydatif peut ensuite renforcer d'autres facteurs de maladie et aboutir à divers processus physiopathologiques. Les premières cellules touchées sont probablement celles de l'endothélium pulmonaire (les plus directement exposées), mais des dégâts mal réparés semblent (selon le modèle animal) aussi possible dans le foie et la vessie.

### Cancérogénicité, mutagénicité
Il faut généralement au moins 20 à 30 ans d'exposition active ou passive à la fumée de tabac pour qu'un cancer du poumon se déclare. Or, en 2020, le vapotage est encore une pratique relativement récente, mais préoccupante car son expansion a été très rapide et importante chez le jeunes.
En 2018, une étude montre, chez la souris exposée au vapotage, que l'ADN est moins réparé dans les poumons, le cœur, et la vessie.
En 2021, le NIH a publié une revue d'études relative au risque de cancérogénicité des dispositifs, pratique et liquides de cigarette électronique. Ce travail, qui s'appuie sur de solide bases en sciences moléculaires et fondamentale, a conclu que « les liquides de vapotage contiennent manifestement une série d'oncogènes certains et probables, notamment des dérivés de la nicotine (par exemple, la nitrosnornicotine, la nitrosamine cétone), des HAP, des métaux lourds, dont sous forme organométalliques, encore plus toxique) et des aldéhydes et divers autres composés organiques ». Une bonne part de ces oncogène proviennent de la pyrolyse et de réactions chimique complexes survenant à l'intérieur de la cigarette électronique. Le formaldéhyde issu de la pyrolyse du glycérol est un « cancérigène certain ». In vitro, tous ces dérivés montrent une activité transformante, affectant l'ADN et/ou cytotoxique. 
Le vapotage cachant peut-être une future crise de santé publique, le auteurs « estiment qu'une étude plus approfondie de ce domaine est fortement justifiée, et qu'il convient d'envisager un contrôle et une réglementation plus stricts de ces produits ».

### Risques cardiovasculaires
Début 2018, une étude américaine réalisée sur des souris et des cultures de tissus humains conclut que le risque de cancers et de maladies cardiaques est moindre que pour le tabac, mais qu'il double néanmoins chez les vapoteurs. Les auteurs notent que « la cigarette électronique augmente le risque de passer à la cigarette conventionnelle » chez les jeunes, qui « utilisent les cigarettes électroniques à des taux plus élevés que les adultes », ce qui pourrait les prédisposer à ensuite fumer du tabac.
Fin aout 2018, une étude américaine ayant porté sur 70 000 personnes conclut à un doublement du risque d'infarctus du myocarde pour le vapoteur (par rapport à une personne ne fumant rien) ; selon cette même étude si la personne est également fumeuse, le risque d'infarctus est quintuplé. Cependant pour le cardiologue français M. Kerneis cette étude présente un biais : sur les 69 452 personnes interrogées de 2014 à 2016 (représentatives de la population américaine) celles qui ont eu un infarctus n'ont pas précisé dans le questionnaire si elles ont commencé à vapoter avant ou après cet infarctus.
En février 2019 une étude publiée par le New England Journal of Medicine estime que la cigarette électronique n'est pas sans risques mais qu'elle reste une des méthodes efficaces de sevrage tabagique, et qu'elle diminue donc le risque cardiovasculaire lié au tabac.
En mars 2019, une étude basée sur les réponses de 96 467 personnes à une enquête des Centres de contrôle et de prévention des maladies (CDC) conduite en 2014, 2016 et 2017 conclut que les vapoteurs souffrent effectivement plus souvent de maladies cardiaques que les non-vapoteurs avec 34 % de crises cardiaques en plus, 25 % de maladies coronariennes en plus et 55 % de dépression ou d'anxiété en plus chez les vapoteurs (en tenant compte de l'âge, du sexe, de l'indice de masse corporelle du taux de cholestérol, de l'hypertension et d'un tabagisme antérieur, qui sont des facteurs de risque cardiovasculaires connus). L'approche méthodologique retenue pour cette étude ne permet toutefois pas de démontrer l'existence d'un lien causal.

### Risque pulmonaire
La pneumopathie associée au vapotage est une maladie pulmonaire associée à l'utilisation de certains liquides à vapoter, qui peut être sévère voire mortelle. Elle peut ressembler initialement à une pneumopathie aiguë ordinaire, avec souvent un échec de l'antibiothérapie, ou à une pneumopathie d'hypersensibilité.
En septembre 2019, le CDC américain recense un nombre important de cas de pneumopathies survenant chez des patients utilisateurs de cigarette électronique ou des produits apparentés,.
La bronchiolite oblitérante est aussi imputable au vapotage,.
En 2020, les Centres pour le contrôle et la prévention des maladies et la Food and Drug Administration estiment que la maladie pulmonaire qui a touché plus de 2 000 Américains est liée dans la plupart des cas à la présence de THC dans le liquide qui était consommé. Un fort lien est également établi avec la présence d'acétate de vitamine E (en),.

### Risques liés à des composants spécifiques

#### Nicotine

##### Absorption accidentelle
La nicotine est toxique, classée substance « très dangereuse » (classe Ib) par l'OMS et le règlement européen 1272/2008 relatif aux substances dangereuses qui prescrit l'étiquetage suivant pour les préparations contenant plus de 0,1 % m/m de nicotine (soit approximativement 1 mg/ml) : « mortel par contact cutané » et « toxique en cas d'ingestion ». La dose létale médiane (DL50, dose entrainant 50 % de décès) est estimée chez l'homme de 0,5 à 1 mg par kilogramme. Pour un être humain adulte, cela représente 50 mg en moyenne (0,5–1 mg·kg-1). Une source indique que la dose létale pour l'être humain s'élève à 60 mg. En 2013, une analyse critique indique que la dose létale par ingestion pour l'être humain serait plus probablement de l'ordre de 500 mg à 1 gramme.
L'ingestion accidentelle par des enfants de liquides de recharge contenant de la nicotine peut être mortelle. Ainsi, l'Organisation mondiale de la santé confirme en 2013 que, par exemple, si un enfant pesant 30 kilos absorbe la totalité du contenu d'une cartouche de liquide à vapoter dosé à 24 mg de nicotine par ml, cela peut provoquer une intoxication aiguë à la nicotine qui serait susceptible de causer sa mort. Ainsi, l'absorption de 6 gommes à mâcher à 4 mg de nicotine par un jeune enfant atteint le même seuil critique.

#### Propylène glycol
Le propylène glycol n'est pas considéré comme un produit toxique pour l'homme. Il est utilisé, depuis les années 1950, comme composé chimique pour l'administration de médicaments pulvérisés ; par exemple, dans les inhalateurs et les nébuliseurs pour l'asthme. Les aérosols de propylène glycol ont un puissant pouvoir antibactérien et antiviral.
Les études et données connues permettent à des organismes de santé publique (FDA, EPA, NTP, ATSDR, INRS) de faire des conclusions identiques, à savoir que les différents composés du propylène glycol présentent « un très faible risque pour la santé humaine »,. Lors d'expérimentation sur les animaux par ingestion ou inhalation (2011), le propylène glycol s'est révélé « peu toxique en exposition répétée ou prolongée »,. Selon une étude d'avril 2013, aucun des propylènes glycols n'a présenté des preuves de « toxicité cancérigène, mutagène ou potentiellement reproductive chez l'homme ».
Aux États-Unis, la Food and Drug Administration (FDA) inclut ainsi le propylène glycol dans sa liste des « substances généralement reconnues comme inoffensives » (Generally recognized as safe, GRAS).

#### Glycérol et ses dérivés
Le glycérol (aussi appelé glycérine végétale), entrant souvent dans la composition des liquides pour cigarette électronique en complément ou en substitution au propylène glycol, ne devrait pas produire de gaz toxique appelé acroléine car cela nécessite d'atteindre une température d'au moins 250 °C. Mais cette température peut probablement être rencontrée dans certaines conditions puisque la présence d'acroléine a été détectée à faible dose (de 0,07 à 4,19 micro-grammes pour 15 inhalations, soit quatre fois moins que pour une cigarette ordinaire) dans la vapeur de cigarettes électroniques.

#### Nitrosamines
Les nitrosamines, principaux agents cancérigènes contenus dans le tabac, n'ont été détectés dans les liquides à vapoter qu'à l'état de traces, à des taux équivalents à ceux des substituts nicotiniques tels que les patches ou gommes à la nicotine et qui sont 500 fois moindres que ceux que l'on retrouve dans les véritables cigarettes.

#### Particules métalliques
Une étude américaine publiée en 2013 a montré la présence de traces de particules métalliques dans l'aérosol de certaines cigarettes électroniques jetables qui pourraient provenir des différents composants de la cigarette électronique, de l'environnement de production (usines) ou bien des liquides utilisés.
La réglementation de la commercialisation de la cigarette électronique est parfois proposée comme un moyen de limiter ces risques sanitaires issus de la production : marquage CE, Directive RoHS, classification comme dispositif médical, production des liquides par des laboratoires pharmaceutiques, etc.

#### Diacétyle (ou butane-2)
Le diacétyle est un agent aromatisant controversé utilisé pour donner une saveur riche et beurrée à certains aliments. Il est interdit dans les e-liquides en Europe mais peut être présent dans des liquides provenant d'autres régions du monde, notamment les e-liquides aux saveurs gourmandes. Une étude montre que l'inhalation de vapeur contenant du diacétyle développe des pathologies respiratoires.

### Addiction versus sevrage tabagique
La e-cigarette peut être très addictive et conduire au tabagisme classique, surtout quand elle contient de la nicotine. On a dans un premier temps espéré que le nombre de personnes sortant de l'addiction au tabac par ce moyen serait plus élevé que le nombre de non-fumeurs devenus dépendants du tabac à la suite du vapotage. La comparaison des résultats d'études est rendue difficile par le fait que les matériels, leur puissance et les e-liquides évoluent constamment depuis l'apparition de la cigarette électronique.
La première étude interventionnelle, faite en Nouvelle-Zélande de septembre 2011 à juillet 2013, a porté sur la comparaison d'efficacité vers le sevrage tabagique. Elle ne permettait pas de conclure quant à une éventuelle supériorité entre une cigarette électronique avec 16 mg de nicotine, une autre sans nicotine (placebo) et un patch de 21 mg.
Plusieurs études suggèrent un rôle favorable pour le sevrage partiel ou complet du tabagisme. Elles sont cependant d'un niveau de preuve jugé insuffisant car essentiellement observationnelles, non comparatives ou portant sur un faible nombre de fumeurs. Ainsi, la réduction du tabagisme pourrait atteindre la moitié des patients qui se sont mis à la cigarette électronique sans intention de s'arrêter de fumer. Des résultats comparables sont retrouvés dans d'autres enquêtes. En outre, une réduction de la fréquence des symptômes rapportés serait attendue.
En 2019, une étude, publiée le 14 février dans la revue médicale New England Journal of Medicine, étudie le taux de sevrage tabagique sur 886 personnes sélectionnées au hasard parmi 2 045 qui essaient d'arrêter de fumer au Royaume-Uni. Selon les auteurs, le taux d'abandon du tabagisme pour les personnes concernées était de 18 % dans le groupe des fumeurs ayant utilisé une cigarette électronique afin de s'éloigner du tabac, contre 9,9 % pour le groupe ayant utilisé des thérapies de remplacement de la nicotine.
Une nouvelle étude publiée peu de temps après, le 22 mai, dans la revue Addiction, menée par quatre chercheurs de l'University College de Londres (Angleterre) auprès de 19 000 fumeurs britanniques, conclut que ceux ayant utilisé une cigarette électronique ou pris de la varénicline (Champix) ont eu plus de succès dans leur tentative d'arrêter de fumer qu'avec l'utilisation d'autres moyens de sevrage tabagique (patchs, gommes et sprays à la nicotine). L'étude pointe que la cigarette électronique et la varénicline font partie des moyens les plus efficaces pour arrêter de fumer, avec respectivement 95 % et 82 % de taux de succès en plus pour leurs utilisateurs par rapport à ceux n’ayant pris aucun substitut nicotinique pour se sevrer.
En 2022, la revue Cochrane note que les cigarettes électroniques avec nicotine peuvent aider les personnes à arrêter de fumer pendant au moins six mois.
En juillet 2019, l'Organisation mondiale de la santé estime que la cigarette électronique est « incontestablement nocive » (notamment pour la femme enceinte en raison de la nicotine) et qu'il n'existe pas assez de preuve qu'elle soit efficace pour arrêter de fumer. En effet, de nombreux fumeurs ayant adopté cette approche continuent à fumer des cigarettes ordinaires. Au bout d'un an les patients sous cigarette électronique suivis par une étude étaient encore 40 % à fumer (contre 4 % chez les utilisateurs de substituts nicotiniques) ; la revue Cochrane (outil reconnu de consensus médical) a jugé « faible » le niveau de preuves d'un apport de la cigarette électronique dans l'arrêt du tabac.
À la fin de l'année 2019, la revue britannique The Lancet publie un éditorial dans lequel elle appelle à mettre la cigarette électronique et les cigarettes sur le même plan.
En 2022, Douglas et al., à partir des études disponibles, concluent que le vapotage présente des caractéristiques typiques des produits addictifs (selon l'Association américaine de psychiatrie (2013), ces caractéristiques sont des symptômes conjoints tels que : la tolérance croissante aux produits, le sevrage difficile et les échecs de tentatives d'arrêt). La dépendance au vapotage encourage un usage plus fréquent, qui peut nuire à la santé de l'usager et/ou l'amener à utiliser d'autres produits à base de tabac, notamment chez les jeunes (ce qu'ont par exemple montré Primack et al. en 2018). Certaines e-cigarettes peuvent délivrer de la nicotine à des doses et à des vitesses comparables, voire supérieure, à une cigarette. Les adolescents semblent particulièrement vulnérables à l'addiction aux produits nicotinisés,.
Une étude de 2022 a conclu que les symptômes de sevrage semblent moindres chez les consommateurs ayant une préférence pour les saveurs sucrées/fruitées (par rapport à ceux qui préfèrent la saveur tabac).

### Effet sur l'entourage

#### Exposition tertiaire

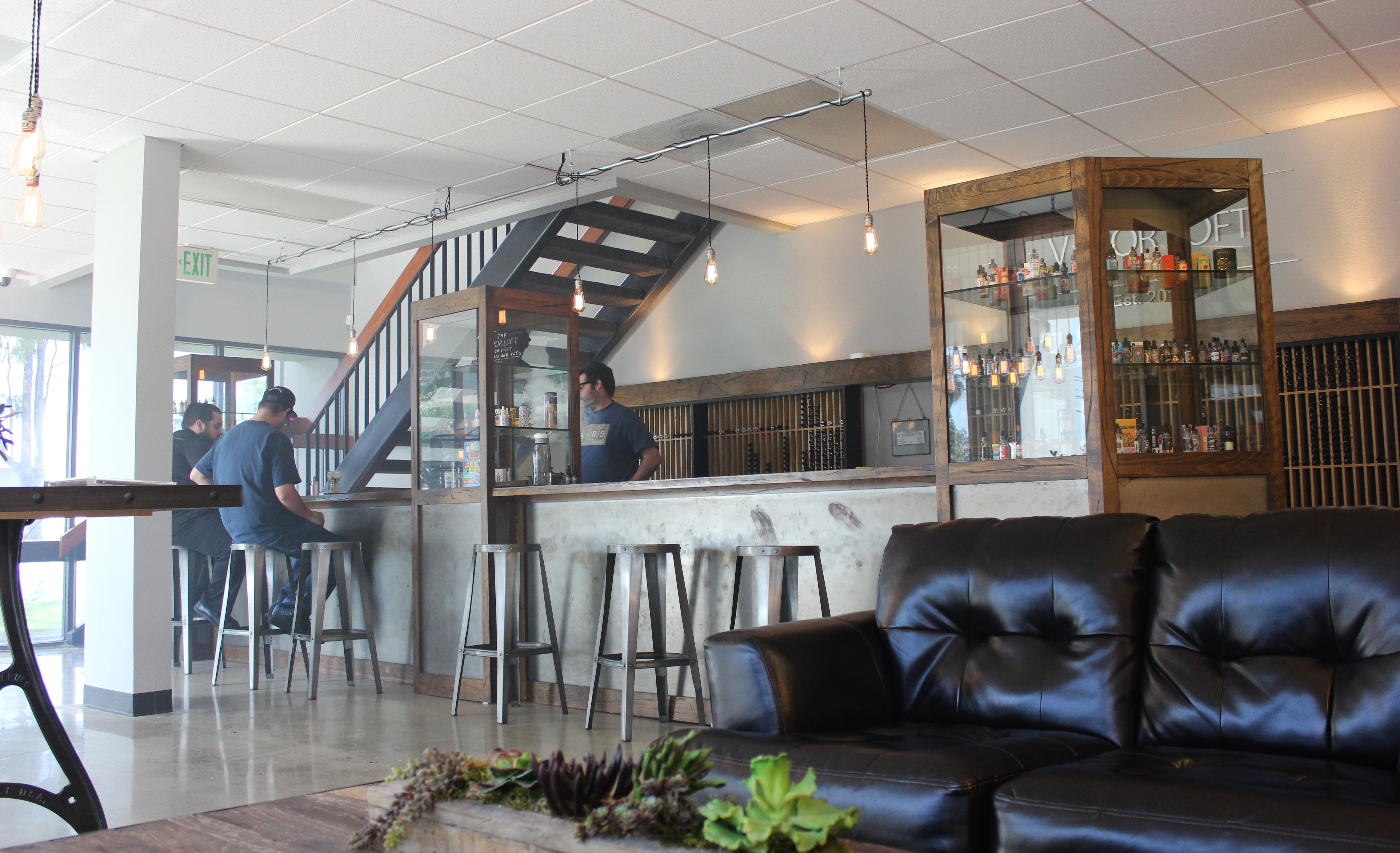
Exemple de « Bar à vappe » ; un endroit où il est possible de venir tester la cigarette électronique et différents e-liquides, éventuellement avec une boisson et possibilité d'achats vapotage (Vape Store, Vape Shop, Vaping Lounge). Quand ce type de boutique est ouverte, l'air y contient en moyenne plus de 20 fois de PM_{2.5}, plus de 3 fois plus de formaldéhydes, 4 fois plus d'acétaldéhydes, et près de 4 fois fois plus de résidus aériens de nicotine qu'aux heures de fermeture, et une partie de la nicotine et d'autres contaminants est retrouvée chez les voisins.

Outre l'exposition indirecte dite « secondaire » (assimilable au « tabagisme passif » quand les produits vapotés sont « nicotinisés »), il existe une exposition dite « tertiaire » aux résidus ; on parle parfois d'exposition « occasionnelle » ou de « troisième main » aux THA (acronyme anglais de Thirdhand e-cigarette aerosol). Ce type d'exposition, le moins étudié, concerne l'exposition à des résidus potentiellement contaminants et chroniquement déposés sur la peau, les cheveux, les vêtements et le matériau (surfaces planes horizontales notamment) de notre environnement ; cette notion est proche de la notion de fomite utilisée en épidémiologie.
Cette « exposition tertiaire » a été étudiée dans différents « bar à vappe » (vape-shops, cf. exemple ci-contre). Là, en accord avec les propriétaires, des chercheurs ont analysé l'air et les dépôts de surface issus des aérosols de vape. 
Quatre paramètres attendus de pollution de l'air intérieur ont été mesurés presque en continu et en temps réel. Ils ont montré que : 1) aux heures d'ouverture de ces boutiques, l'air contenait en moyenne 21 fois plus de PM2.5, 3,3 fois plus de formaldéhydes, 4,0 fois plus d'acétaldéhydes, et 3,8 fois plus de résidus aériens de nicotine qu'aux périodes de fermeture ; 2) la charge de l'air en PM2,5 était fonction du nombre de vapoteurs actifs présents ; 3) les dépôts de surface contenaient — en moyenne — 223,6 ± 313,2 µg de nicotine déposée par m2 de surfaces échantillonnées. Et 4,78 ± 11,8 ng/m2 pour le NNA (4-(N-méthyl-N-nitrosamino)-4-(3-pyridyl)butanal) ; et 44,8 ± 102,3 ng/m2 pour le NNK (4-(méthylnitrosamino)-1-(3-pyridyl)-1-butanone). Et « des quantités substantielles de nicotine (jusqu'à 2073 µg/m2) s'étaient déposées sur les matériaux-témoins placés dans les vape-shops ». 
De même y a-t-on retrouvé jusqu'à 474,4 ng de NNA par m2, et jusqu'à 184,0 ng de NNK par mm2. Concernant la nicotine et les NNK déposés sur les objets, dans tous les cas, la quantité déposée était corrélée au nombre nombre médian de vapoteurs actifs observé dans le magasin par heure. 
Il existe donc bien des expositions occasionnelles aux THA et, alternent les auteurs, elles sont « comparables ou supérieures à celles induites par le tabagisme ». Cette étude a aussi montré que « la nicotine peut se déposer ou être adsorbée sur les habits et jouets des bébés, et des nitrosamines spécifiques au tabac peuvent se former et être retenues sur les habits de bébés, soulignant que l'exposition des enfants aux aérosols environnementaux de cigarette électronique et à la THA à la maison est d'une importance particulière. préoccupation. Des études à long terme dans divers microenvironnements sont nécessaires pour améliorer notre compréhension des expositions occasionnelles et des PTH ».

Les auteurs de l'étude (publiée en 2021), appellent les agences et autorités chargées de la sécurité et santé au travail et/ou en charte des politiques relatives à la qualité de l'air intérieur à tenir compte de ces données, y compris, et urgemment, dans les bars à vapotage, où des systèmes et stratégies appropriés de ventilation et de nettoyage doivent protéger les employés, leurs clients et les passants.
Le nuage de « vapeur » expirée par le vapoteur disparait en quelques secondes — visuellement —, mais les nano- et microparticules qu'il contenait, elles ne disparaissent pas. En Californie, des chercheurs ont mesuré, en temps réel, de février 2017 à octobre 2019, le degré de « contamination » de l'air de magasins de vapotage : en moyenne, un cm3 d'air intérieur contenait 2,8 × 104 (2,3 × 104) ; et pour les PM2,5 il en contenait 276 (écart type : 546) μg/m3, des taux nettement plus élevés que ceux relevés dans les entreprises voisines et dans les espaces extérieurs. De plus, un échantillonnage de nicotine moyen pondéré dans le temps (TWA) sur 24 heures a été effectué dans les six paires de lieux et trois paires supplémentaires. La nicotine a été détectée dans l'air de tous les magasins de vapotage étudiés, à hauteur de 2,59 μg/m3 (écart type : 1,02) en moyenne. La nicotine a aussi été retrouvé dans l'air des entreprises voisines (en moyenne à la concentration de 0,17 μg/m3 (écart type : 0,13).

L'étude apporte un groupe d'autres informations qui — selon ses auteur — « soulève des inquiétudes concernant le risque d'exposition aux aérosols du vapotage dans les environnements proches » :
1. dans de tels lieux, la densité de vapotage (corrigée de la dilution), mesurée en bouffées/h/100 m3) est un puissant prédicteur du taux de l'air en particules[145] ;
2. le taux ambiant de nicotine dépend fortement du taux de renouvellement de l'air intérieur[145] ;
3. les locaux des entreprises jouxtant le « bar à vape » sont souvent contaminés par des résidus de vape aérotransportés (sur les six paires de lieux étudiées, les PNC dans cinq boutiques de vapotage et les PM2,5 dans deux boutiques de vapotage étaient significativement corrélés avec ceux de leurs entreprises voisines), et cette corrélation est plus forte quand la porte du lieu de vapotage est fermée[145] ;
4. quand la porte est ouverte, des résidus aérosolisés issus du vapotage (nanoparticules notamment) sont transportées du lieu de vapotage vers l'environnement extérieur[145].

Selon Nguyen et al. en 2019, l'exposition, dans de telles boutiques de vapotage, à des nuages parfois massifs et visibles pose un problème à la fois environnemental et de santé publique.

#### Incitation à la consommation de tabac
La promotion et l'usage de la cigarette électronique (notamment dans l'espace public) sont parfois soupçonnés d'indirectement promouvoir la consommation du tabac, la cigarette électronique pouvant aussi initier des jeunes à la consommation de tabac ; cette hypothèse, est renforcée par le fait qu'utiliser la cigarette électronique est chez le jeune adolescent corrélé avec un risque accru de vrai tabagisme, bien que le lien de causalité n'est pas établi. Cette corrélation a été confirmée par une étude (janvier 2018), montrant que les adolescents ayant essayé la cigarette électronique ont deux à trois fois plus de chance que les autres de se mettre à fumer des cigarettes ordinaires un an plus tard.

#### Entrée dans l'addiction
En 2012, Joseph Osman, président de l'Office français de lutte contre le tabagisme, alertait sur le risque que des jeunes deviennent dépendant au tabac via la cigarette électronique. Cette année là, l'enquête Paris sans tabac portant sur 3 409 collégiens et lycéens de 12 à 19 ans en a recensé 277 qui ont utilisé au moins une fois la cigarette électronique. Parmi ceux-ci, dans la tranche de 12 à 14 ans, 6,4 % ont essayé au moins une fois la cigarette électronique dont les deux tiers étaient non-fumeurs. La même enquête réalisée en 2014 confirme la baisse de la consommation de cigarettes chez les jeunes adolescents (12-15 ans) et l'augmentation de la consommation de l'expérimentation de la cigarette électronique chez les jeunes, sans que l'on puisse encore préciser les risques à long terme.
En 2014, un avis (du 23 avril) du Haut Conseil de la santé publique met en garde contre « le risque d'entrée en addiction nicotinique des adolescents et leur détournement vers le tabagisme ».
L'enquête ESCAPAD 2017 de l'OFDT met en évidence, par rapport à cette même étude en 2014, une utilisation de la cigarette électronique en baisse de 5 % chez les jeunes, et constate que le vapotage quotidien reste très limité (1,9 %). Au contraire, en février 2019, une étude des Centres pour le contrôle et la prévention des maladies (CDC) américains met en évidence une « explosion du vapotage chez les lycéens américains » avec une consommation en croissance en 2018. « Au total, 4,9 millions de jeunes vapotaient, fumaient ou consommaient un produit au tabac en 2018, contre 3,6 millions en 2017. » En 2019, 27,5 % des lycéens américains utilisent des cigarettes électroniques, contre 20,8 % l'année précédente et 11,7 % en 2017. Alors que la Food and Drug Administration considérait initialement que la cigarette électronique pourrait être un outil dans la lutte contre le tabagisme, elle a modifié sa position à la suite de ce constat.
Selon le National Institute on Drug Abuse, la probabilité qu'un jeune utilisateur de cigarette électronique devienne fumeur au cours des six mois suivants est nettement supérieure à celle qui prévaut pour un non-utilisateur.

#### Toxicité du vapotage passif
Le vapotage de produits aromatisés s'est rapidement répandu, notamment chez les 18 à 24 ans, ce qui expose un nombre croissant d'adolescents et de jeunes adultes qui ne fument jamais à un « vapotage secondaire », tout particulièrement dans l'environnement intérieur. Des effets nocifs du vapotage sur la santé du vapoteur lui-même sont soupçonnés depuis le début du XXIe siècle au moins, et débattus. Mais jusque vers 2015-2020, les risques du vapotage passif sont peu discutés.
Malgré le peu de recul et d'études scientifiques sur le sujet (notamment pour la femme enceinte), dans un premier temps, il a été estimé que respirer de l'air contenant des fumées de vapotage ne présentait pas de risque comparable à ceux du tabagisme passif. Par exemple l'Office français de prévention du tabagisme (OFT) a conclu dans un rapport que — selon une revue des études scientifiques alors existantes — « même dans les conditions les plus extrêmes, on ne peut atteindre des niveaux réputés toxiques dans une pièce où est utilisée la cigarette électronique ».
Toutefois, les formaldéhydes (classé cancérogène par le CIRC, sources de cancers nasopharyngés, des sinus et des voies respiratoires hautes), les arômes, composés organiques volatils, molécules (ex : nicotine) et les aérosols émises par le vapotage dans l'air (Propylène glycol notamment) ont des tailles et des comportements différents de ceux émis par les cigarettes ou la chicha, notamment en intérieur, ce qui pose question, car il s'agit d'une nouvelle source de composés organiques volatils et de particules ultra-fines/fines dans l'environnement intérieur,. Le nombre de vapoteurs passifs en intérieur – bars, restaurants, bureaux, où la cigarette est désormais bannie) n'est pas négligeable : 16 % des personnes de 15 ans et plus, dans 12 pays européens menée en 2017-2018 selon une étude conduite dans le cadre du programme TackSHS.
En 2015, une étude norvégienne, conclut que la nicotine des cigarettes électroniques qui en contiennent peut présenter un danger pour l'entourage des utilisateurs.
En 2017, avec les cigarettes électroniques de nouvelle génération, on observe des effets de modulation du débit mais aussi de la taille et distribution des particules aérosolisée, en cube avec le niveau de puissance et la composition du liquide de recharge
À la fin des années 2010, des chercheurs montrent que si la vapeur de vapotage exhalée dans les lieux fermés est moins chargée en polluants qu'en présence de fumeur de cigarettes de tabac, les taux de toxiques expirées répondent quand même à la définition d'une pollution de l'air intérieur. Selon Li & Zhu (2022) « l'utilisation des e-cigarette dans les environnements intérieurs conduit à des niveaux élevés de particules fines et ultrafines (UFP) similaires à ceux des cigarettes. Les taux de composés chimiques dans les aérosols d'e-cigarettes sont généralement moindre qu'avec la fumée de tabac, mais une quantité importante de propylène glycol (PG) vaporisé, de glycérol végétale (VG), de nicotine et de substances toxiques, telles que les aldéhydes et des métaux lourds, a été rapportée ».
Entre 2015 et 2023, les études sur la prévalence du vapotage passif, sur les effets myocardiaques et cardiovasculaires du vapotage passif ont été plus nombreuses, en tirant des leçons de la manière dont le phénomène du tabagisme passif a longtemps été éludé alors qu'il contribue à obstruer les artères et interfère avec la coagulation sanguine. Selon The Conversation, en 2023, les publications démontrant de effets respiratoires nocifs du vapotage se sont multipliées. La mise sur le marché de produits de vapotage à base de cannabis a selon Li & Zhu (2022) « soulevé de graves problèmes de santé publique », avec une récente épidémie de lésions pulmonaires associées (à titre d'exemple, en 2022, une étude ayant porté sur 1 345 personnes a montré que les vapoteurs sans antécédents de tabagisme présentaient une prévalence accrue de respiration sifflante et d'asthme, de même que les personnes passivement les plus exposées aux aérosols de cigarettes électroniques).

## Statut légal
L'application à la cigarette électronique des lois et règlements interdisant de fumer dans les espaces publics (ou les lieux de travail) est l'objet de controverses et de variations selon les pays.
Vapoter est considéré par certaines associations et organismes comme relevant déjà des lois existantes, comme une normalisation ou une incitation à l'acte de fumer et donc une promotion du tabac, devant donc être interdit pour ces raisons dans les lieux publics. D'autres jugent l'interdiction dans les lieux publics (ou lieux de travail) disproportionnée.
Les limitations techniques des détecteurs de fumée sont parfois invoquées pour interdire la cigarette électronique (par exemple dans les avions).

### Union européenne

Légalité des recharges pour cigarettes électroniques en Europe :
Cartouches avec ou sans nicotine autorisées.
Cartouches autorisées jusqu'à une certaine teneur en nicotine.
Cartouches sans nicotine autorisées ; cartouches avec nicotine interdites.
Statut inconnu.

Dans l'Union européenne, la cigarette électronique est évoquée dans les débats visant à élaborer une nouvelle directive tabac (celle en vigueur datant de 2001). La procédure de révision de cette directive, souvent abrégée en DPT (directive des produits du tabac) ou TPD (Tobacco Product Directive), est lancée à partir de décembre 2012.
Le 8 octobre 2013, lors du premier passage devant le Parlement européen, celui-ci rejette par le vote de « l'amendement 170 » la proposition de la commission ENVI visant à classer les cigarettes électroniques sous le régime des médicaments. Ce point a été salué par l'Association indépendante des utilisateurs de cigarette électronique (AIDUCE), créée en janvier 2013.
Les négociations se poursuivent (sous la forme de trilogues) et le 18 décembre 2013 les représentants de la commission ENVI, des États membres de l'UE et du Parlement européen parviennent à un compromis négocié sous l'égide de la présidence lituanienne du Conseil de l'Union européenne. Les cigarettes électroniques restent en vente libre, mais les États membres qui les assimilent déjà à un médicament pourront continuer à le faire et vendre ce type de cigarette en pharmacie, comme c'est déjà le cas pour les substituts nicotiniques,.
Cet accord est validé par la Commission parlementaire de l'environnement, de la santé publique et de la sécurité alimentaire ENVI, avant d'être approuvé en première lecture devant le parlement, lors de la session du 26 février, pour être finalement adopté par le Conseil le 14 mars 2014.
La directive est promulguée le 29 avril 2014 par publication au Journal officiel de l'Union européenne. Les États ont un délai de deux ans pour la transposer dans leur législation nationale.
Cette directive vise à établir « des exigences de sécurité et de qualité pour les cigarettes électroniques » et se traduit notamment par les dispositions suivantes sur les produits vendus au public :
- flacon de liquide à vapoter : contenance maximale de 10 ml et dosage de nicotine maximum de 20 mg/ml ;
- obligation pour les fabricants de déclarer tout nouveau produit 6 mois avant sa mise sur le marché.

Les fabricants et revendeurs de cigarette électronique redoutent un impact néfaste de ces obligations légales sur le marché, ainsi que l'interprétation qui sera faite lors de la transposition de certains points comme :
- réservoir à liquide à vapoter d'une contenance maximale de 2 ml dans des cigarettes électroniques jetables ou dans des cartouches à usage unique, équipé d'une sécurité enfant, incassable, inviolable et garanti sans fuite ;
- système de diffusion constante de nicotine dans des conditions d'utilisation normales.

#### Autriche
Selon une étude parue en mars 2007 et publiée par l'Agence autrichienne de santé et sécurité alimentaire, ce type de générateur d'aérosol correspondrait à un dispositif médical de classe IIa (voire IIb) et sa commercialisation nécessite un marquage CE approprié, voire une autorisation de vente telle que stipulée par la législation sur les appareils médicaux.

#### Belgique
En avril 2013, l'Agence fédérale des médicaments et des produits de santé (AFMPS) et le SPF Santé publique déconseillent l'usage des cigarettes électroniques, en raison des dangers de surdosage de la nicotine, de l'absence d'étude sur son efficacité pour l'arrêt du tabagisme, de l'absence de contrôle de la qualité de production.
Le 4 décembre 2013, le Conseil supérieur de la santé de Belgique a publié son premier avis scientifique sur la cigarette électronique. La position scientifique officielle de la Belgique est actuellement intermédiaire par rapport à celle d'autres pays européens.
- La principale recommandation est de permettre la commercialisation de la cigarette électronique avec nicotine en pharmacie, à côté de tous les autres produits de substitution. Ceci devrait permettre un meilleur encadrement de la vente ainsi qu'un renforcement des garanties en matière de qualité, d'efficacité et d'innocuité pour les fumeurs en recherche d'un produit de sevrage tabagique. La législation relative à la publicité des médicaments doit également s'appliquer dans ce cas. Le désavantage de cette situation est que le produit de substitution, moins toxique que la cigarette classique, est paradoxalement moins accessible aux fumeurs. De plus, cette nouvelle alternative doit encore démontrer scientifiquement son intérêt réel pour une aide au sevrage tabagique par rapport aux produits déjà sur le marché : efficacité plus grande, adhésion plus importante des fumeurs, réduction de la vente globale des cigarettes classiques, effet sur l'abstinence à long terme, etc.
- A contrario, la vente de cigarettes électroniques sans nicotine peut quant à elle, actuellement, rester libre en Belgique mais doit absolument être soumise à de nouvelles règles beaucoup plus strictes en matière de publicité (principalement les allégations) et à une interdiction de vente aux moins de 18 ans afin de limiter au maximum l'impact possible — porte d'entrée au tabagisme classique, banalisation du fait de fumer, confort de consommation des dérivés du cannabis ou autres substances, etc. — sur les publics à risques. La surveillance de la vente et de l'utilisation des cigarettes électroniques sans nicotine doit être renforcée afin de signaler les abus éventuels. Il convient également d'examiner la pertinence de nouvelles mesures telles que l'instauration d'une interdiction totale de la publicité, un contrôle et une limitation des additifs et aromatisants dont la nature est très variable, l'imposition de normes garantissant la qualité et la sécurité et la limitation du nombre de points de vente pour ces produits sans nicotine.
- Pour limiter le risque d'une promotion éventuelle du tabagisme, dans tous les cas, la loi interdisant de fumer dans certains lieux publics bien définis doit être d'application pour tous ces dispositifs.

En conclusion, l'influence de la cigarette électronique sur la santé publique est donc actuellement entourée d'incertitudes, aussi bien en ce qui concerne ses aspects positifs que négatifs. C'est pour cette raison que le Conseil estime qu'une stratégie basée sur le principe de précaution est indiquée. Cette stratégie implique premièrement plus d'études sur ses effets nocifs de ces dispositifs et de leurs contenus, à court et long terme. Des données sont également nécessaires concernant leur utilisation en Belgique, en particulier par les adolescents. Deuxièmement, le Conseil tient à ce que la vente de la cigarette électronique contenant de la nicotine ne puisse avoir lieu qu'en pharmacie. Troisièmement, le Conseil émet également une certaine réticence à la mise à disposition générale de la cigarette électronique, ceci particulièrement pour empêcher la promotion éventuelle du tabagisme traditionnel. Enfin, la cigarette électronique étant un sujet en pleine évolution, sur la base de nouvelle(s) publication(s) ou le suivi de ce qui se passe dans d'autres pays où les règles sont différentes, le Conseil pourra éventuellement adapter sa position dans le futur.

#### France
La cigarette électronique n'est considérée en France ni comme un dispositif médical ni comme un médicament, selon un avis de 2011 de l'Agence nationale de sécurité du médicament et des produits de santé (ANSM), si elle n'est pas revendiquée par ses vendeurs comme un produit de sevrage tabagique, si le taux et la quantité de nicotine ne dépassent pas respectivement les seuils de (20 mg/ml) et 10 mg. Cette cigarette électronique relève alors de la « réglementation sur la sécurité générale des produits mis à disposition du public » et ne peut pas être vendue en pharmacie.
Fin 2012, l'absence d'étude satisfaisante sur l'efficacité de la cigarette électronique pour l'arrêt du tabagisme et les interrogations sur sa toxicité divisaient les médecins et spécialistes qui déconseillaient généralement cette solution. « Malgré tout, l'efficacité de ce produit dans le sevrage tabagique commence à être établie, constate Jean-François Etter, professeur en santé publique à l'université de Genève. Quant aux utilisateurs, ils s‘en disent très satisfaits, ce qui crée un vrai décalage avec le positionnement médical. »
Cent médecins ont signé fin 2013 un appel soulignant notamment que « la cigarette électronique peut être conseillée à tout fumeur désireux d'arrêter de fumer et elle peut tout à fait faire l'objet d'une association avec des patchs, voire avec d'autres traitements du sevrage tabagique, si son seul usage s'avère insuffisant pour lui permettre d'atteindre ses objectifs. Elle est moins addictive que la cigarette conventionnelle et participe ainsi à un sevrage rapide ou progressif du tabac ».
Le 31 mai 2013, au terme du rapport OFT qu'elle avait commandité, la ministre des Affaires sociales et de la Santé Marisol Touraine annonce son intention d'interdire sa publicité et sa vente aux moins de 18 ans et se déclare « favorable à l'interdiction de « vapoter » dans les lieux publics ». Elle annonce la « saisine du Conseil d'État pour que les possibilités juridiques de cette interdiction soient précisées ».
La publicité pour la cigarette électronique est sujet à controverses ; la cigarette électronique est-elle considérée comme un produit de consommation courante, comme un dérivé du tabac ou encore comme un produit pharmaceutique ? Malgré l'annonce en mai 2013 par la ministre de la Santé d'une circulaire à venir interdisant toute publicité en faveur de la cigarette électronique, un spot télévisé est diffusé le 30 septembre 2013 sur la chaîne d'information BFM TV.
Le 9 décembre 2013, le tribunal de commerce de Toulouse a estimé que la publicité et la vente des cigarettes électroniques constituaient une concurrence déloyale envers les buralistes. Mais le vendeur de cigarettes électroniques de Plaisance-du-Touch (Haute-Garonne) a interjeté appel de cette décision, suspendant l'application de cette dernière jusqu'au jugement d'appel. Le 29 juin 2016, le jugement en appel confirme partiellement la décision du tribunal de commerce. Le vendeur de cigarettes électroniques est condamné aux dépens d'appel et à payer un euro de réparation au buraliste, et il doit cesser toute publicité pour ses produits, mais il peut continuer à les vendre.
Fin 2013, par un communiqué commun repris dans la presse, l'Institut national de la consommation, l'AIDUCE, l'OFT et le CACE (Collectif des acteurs de la cigarette électronique) annoncent la création d'un front commun pour améliorer l'information des consommateurs et garantir la qualité des produits. Ces acteurs se retrouvent le 4 avril 2014 autour de l'AFNOR qui annonce par un communiqué le début d'un processus de normalisation avec des premiers résultats envisagés fin 2014.
Le 2 avril 2015, les premières normes sont publiées, il s'agit des normes expérimentales XP D90-300-1 (cigarettes électroniques) et XP D90-300-2 (liquides à vapoter).
En avril 2015, l'Assemblée nationale valide l'article 53 du projet de loi Santé. Cet article, validé par le Sénat en septembre 2015, permet au gouvernement d'appliquer la directive européenne sur les produits du tabac par ordonnance ; l'article 20 de cette directive concerne la cigarette électronique.
En février 2016, l'article 23 de la loi no 2016-41 du 26 janvier 2016 de modernisation de notre système de santé étend l'interdiction de la publicité en faveur du tabac et des produits du tabac aux dispositifs électroniques de vapotage et aux flacons de recharge pour vapoteuse qui leur sont associés. Cette interdiction entre en vigueur le 20 mai 2016.
L'article limite notamment la concentration en nicotine des e-liquides à 20 mg/ml et le volume des flacons de recharge à 10 ml.
La directive européenne sur les produits du tabac du 3 avril 2014 dispose que les fabricants doivent déclarer les nouveaux produits du tabac aux autorités nationales concernées. Cette directive a été transposée en droit français par l'ordonnance no 2016-623 du 19 mai 2016. L’Anses a été désignée par l'arrêté du 22 août 2016 pour recueillir et analyser les informations contenues dans les déclarations.
L'arrêté du 19 mai 2016 relatif aux produits du vapotage contenant de la nicotine précise que la vente de liquides contenant de la nicotine est limitée à des flacons d'une contenance de 10 ml avec une concentration maximale de 20 mg/ml de nicotine.
En janvier 2017, la loi de santé transposant la directive européenne sur les produits du tabac entre en vigueur. En outre, le décret d'avril 2017, applicable à partir d'octobre 2017, établit une liste des lieux où le vapotage est interdit : il s'agit :
1. des établissements scolaires et des établissements destinés à l'accueil, à la formation et à l'hébergement des mineurs ;
2. des moyens de transport collectif fermés ;
3. des lieux de travail fermés et couverts à usage collectif, à l'exception des locaux recevant du public[203].

Les contrevenants s'exposent à une contravention de 150 euros et plus. Les responsables des lieux où s'applique l'interdiction et qui n'auraient pas mis en place la signalisation devront s'acquitter d'une amende 450 euros.
Le 9 novembre 2024, l'Assemblée Nationale a adopté l'amendement n°I-2885 déposé le 19 octobre 2024 par le député Charles de Courson pour la création d’une accise de 0,15 € par millilitre d’e-liquide.
En France, la vente de cigarettes  électroniques est strictement interdite aux mineurs, et il est dans tous les cas interdit de vapoter dans les établissements scolaires et destinés à accueillir des enfants, les lieux de travail collectif. Vapoter, sauf précision contraire apportée par le règlement intérieur ou le responsable des lieux est autorisé dans certaines parties d'établissements de santé (hors espaces collectifs de travail fermés et couverts sans accueil du public comme une salle d'opération), dans les lieux publics clos et couvert (restaurant, café, centre commercial, discothèque, etc.), certains « lieux collectifs de travail avec accueil du public » ou les bureaux individuels).[réf. souhaitée]

#### Pays-Bas
Aux Pays-Bas, le ministre Paul Blokhuis souhaite interdire tous les liquides à vapoter à l’exception des arômes de tabac à partir de 2021, afin de rendre ces produits moins attrayants pour les jeunes,.

#### Italie
En Italie, l'ordonnance du ministère de la Santé du 4 août 2011 (G.U. Série Générale n. 232 du 5 octobre 2011) interdit la vente de cigarettes électroniques contenant de la nicotine aux moins de 16 ans. Le 28 septembre 2012 (G.U. Série Générale, n. 248 du 23 octobre 2012) le ministre Balduzzi a étendu l'interdiction aux moins de 18 ans. Avec le décret loi 76/2013 approuvé par le parlement le 8 août 2013, les cigarettes électroniques sont assimilées au tabac avec une taxe à la consommation de 58,5 %.

#### Suède
Légalisée en 2016, la cigarette électronique est considérée comme un médicament en Suède, où elle doit être vendue en pharmacie à condition d'avoir obtenu une autorisation de l'Agence nationale du médicament. Il est en revanche illégal de vapoter dans les lieux publics au même titre que fumer depuis 2019.

### Reste du monde

#### Australie
En Australie, la vente de cigarettes électroniques contenant de la nicotine est interdite. En revanche, il est permis d’en importer depuis l’étranger si l'on dispose d'une prescription médicale,.
En Australie, les restrictions pour le vapotage se conforment aux lois sur les zones non-fumeurs et aux recommandations de l’Organisation mondiale de la santé. Ainsi, il est interdit en Nouvelle-Galles du Sud de vapoter dans les « zones non-fumeurs » (définies par le Smoke-free Environment Act 2000 de 2000) comme tout lieu public fermé ou situé à moins de 10 m d’équipements de jeu pour enfants, les piscines publiques, les zones réservées à des spectateurs (sur les terrains de sport ou autres zones de loisirs utilisées pour des événements sportifs organisés), les arrêts et les quais des transports publics (quais de ferry et stations de taxis inclus), partout à moins de 4 m d’un point d’accès piétonnier à un bâtiment public, les zones commerciales de restauration en plein air, les voitures avec un enfant de moins de 16 ans. Le vapotage dans les véhicules de transport public tels que les trains, les bus et les ferries est également interdit.[réf. souhaitée]
En mai 2023, le gouvernement australien annonce l'interdiction du vapotage en dehors d'une prescription médicale et l'interdiction des cigarettes électroniques jetables, disposition actée à partir du 1er janvier 2024. Selon les chiffres officiels, en 2023, 15% des 14-17 ans fument à l'aide de cigarettes électroniques dans le pays.

#### Brésil
Au Brésil, la vente de cigarettes électroniques est interdite depuis 2009.

#### Canada
L'Institut national de santé publique du Québec a rappelé que Santé Canada a émis un avis précisant que la vente de cigarettes électroniques et de liquide contenant de la nicotine est interdite, celles-ci relevant de la Loi sur les aliments et drogues. La loi impose l'obtention d'une autorisation de mise sur le marché avant de pouvoir importer ce type de produits. À l'heure actuelle, aucune cigarette électronique n'a obtenu d'autorisation de mise sur le marché au Canada.
Selon l’enquête canadienne sur le tabac, l’alcool et les drogues chez les élèves (ECTADE) de 2018-2019, leur consommation de produits de vapotage a doublé. Santé Canada souhaite freiner cette hausse du vapotage par des mesures restrictives. Depuis le 23 mai 2018, les règlements sur tous les produits de vapotage, dont le Règlement sur la concentration en nicotine dans les produits de vapotage, reposent sur la Loi sur le tabac et les produits de vapotage (LTPV). Le règlement fixe une concentration maximale de 20 mg/ml pour tous les produits de vapotage vendus, importés ou fabriqués au Canada.
Depuis le 31 octobre 2023, la province de Québec interdit la vente de produits de vapotage contenant des arômes ou des saveurs autre que le tabac sur son territoire. Il s'agit de freiner la consommation de produits de vapotage chez les jeunes.
La LTPV cherche à éviter le développement d’une dépendance à la nicotine chez les jeunes et les non-utilisateurs de produits du tabac dans le but de protéger leur santé en limitant leur accès aux produits de vapotage. Les normes induites par la LTPV visent à sensibiliser la population aux dangers exposés par la consommation du e-liquide. Celle-ci pourrait avoir des effets négatifs sur le développement du cerveau des adolescents tels que sur la mémoire et la concentration à long terme.
Les cigarettes électroniques et liquides sans nicotine sont autorisés, dès lors qu'ils ne sont pas assortis d'allégations thérapeutiques.

#### États-Unis
Les autorités américaines déconseillent l'usage des cigarettes électroniques.
Aux États-Unis, en juillet 2009, la Food and Drug Administration avait tenté d'interdire l'importation de cigarettes électroniques et lancé un sévère avertissement à leur encontre, arguant de ce qu'on y trouvait des traces de contaminants spécifiques au tabac, y compris certains agents cancérigènes (TSNA). Toutefois, le procès entre deux des principaux importateurs et la FDA pour déterminer s'il est du domaine de compétences de cette dernière de bannir de tels produits s'est achevé en janvier 2010. Le juge américain Richard Leon a déclaré que la FDA n'avait pas le pouvoir de réglementer les cigarettes électroniques et a ordonné le déblocage des cigarettes électroniques retenues depuis fin 2008 par la douane sur demande de la US Food and Drug Administration.
En 2013, la ville de New York a décidé d'interdire l'usage de la cigarette électronique dans les lieux publics intérieurs ainsi que dans les bureaux.
La marque Juul serait devenue la plus populaire aux États-Unis, avec une part de 70 % sur le marché américain de la cigarette électronique. Une interdiction est lancée par San Francisco en juin 2019 pour raison de sécurité sanitaire. Son large usage par les adolescents a déclenché des craintes sur la santé publique, et des enquêtes de la Food and Drug Administration.
En février 2020, les autorités américaines interdisent les cartouches contenant des arômes de cigarette électronique autres que ceux au tabac et au menthol.
En 2019, l'État du Massachusetts vote une loi interdisant la vente de recharges de e-cigarettes au menthol à partir du 1er juin 2020.

#### Hong Kong
Les cigarettes électroniques contenant de la nicotine sont considérées comme des produits pharmaceutiques et doivent donc être homologuées. La détention et la vente de produits pharmaceutiques non homologués sont punissables au maximum d'une amende de 100 000 dollars de Hong Kong et de 2 ans de prison.

#### Inde
Depuis septembre 2019, l'Inde interdit la production, la fabrication, l'importation, l'exportation, le transport, la vente, la distribution, le stockage de cigarettes électroniques ainsi que leur publicité,.

#### Mexique
En mai 2022, le Mexique annonce vouloir interdire la commercialisation de cigarette électronique, après avoir interdit les importations de cigarettes électroniques et de leurs recharges en octobre 2021.

#### Nouvelle-Zélande
En Nouvelle-Zélande, la vente de cigarettes électroniques aux mineurs de 18 ans, la publicité et le parrainage sont interdits ; le vapotage est interdit dans certains lieux. En juin 2023, la Nouvelle-Zélande annonce mettre en place une interdiction des cigarettes électroniques jetables, une restriction d'implantations des magasins de cigarette électroniques proches des écoles et une normalisation des parfums proposés.

#### Royaume-Uni
En septembre 2011, un groupe de réflexion lié au gouvernement anglais déclare « Essayez la cigarette électronique » et l'envisage comme une alternative au tabac afin de lutter contre les risques liés au tabagisme.
Le 12 juin 2013, la NHS a annoncé qu'à partir de 2016, les cigarettes électroniques devraient avoir une autorisation de mise sur le marché et seront considérées comme des médicaments.
Le 21 août 2015, Public Health England, une agence dépendant du ministère de la santé britannique, s'est prononcée en faveur de l'utilisation de la cigarette électronique comme méthode d'aide à l'arrêt du tabac, estimant qu'elle pouvait être un outil de sevrage efficace, et que sa nocivité était environ vingt fois plus faible que celle des cigarettes ordinaires.

#### Suisse
En Suisse, la cigarette électronique ne pouvait être vendue que sans nicotine (dans les cartouches et liquides de recharge), jusqu'en 2018. En mai 2018, le Tribunal administratif fédéral accepte un recours sur ce point et autorise le commerce de liquide avec nicotine.

#### Autres pays
Autres pays interdisant la cigarette électronique (liste non exhaustive) :
- Argentine (importation, vente et publicité interdites)[239] ;
- Singapour (importation, vente et publicité interdites)[240] ;
- Israël[241] et l'Arabie saoudite[242] envisagent aussi une interdiction.

## Circuits de distribution
Le commerce de la cigarette électronique a généré en 2011 un chiffre d'affaires estimé à deux milliards de dollars dans le monde, est commercialisée via plusieurs circuits de distribution :
- commerce en ligne ;
- boutiques spécialisées dans la vente de cigarettes électroniques ;
- débit de tabac[244] ;
- pharmacie d'officine dans certains pays ; en France, l'Ordre national des pharmaciens a rappelé que ce produit ne pouvait pas être vendus en pharmacie[245],[246] ;
- autres : commerce de détail, grande distribution, etc.

En France, le nombre de boutiques de cigarettes électroniques était de 2 694 en 2018, tandis qu'il était seulement de 21 en 2010.

## Utilisateurs

### France
En 2013, ils étaient environ 500 000 à l'utiliser.[réf. nécessaire]
Début 2014, l'Observatoire français des drogues et des toxicomanies publie le rapport ETINCEL « prévalence, comportements d'achat et d'usage, motivations des utilisateurs de la cigarette électronique ». Les utilisateurs réguliers y sont évalués de 1,1 à 1,9 million et il y est noté que « tous les vapoteurs réguliers sont ou ont été fumeurs : la cigarette électronique semble ainsi constituer, du moins pour le moment, plutôt une solution de sortie ou un prolongement du tabagisme qu'une « porte d'entrée ».
L'Association indépendante des utilisateurs de cigarette électronique (AIDUCE), a été créée par Brice Lepoutre en 2013.
En 2020, plus de 3 millions d'adultes utilisent l'e-cigarette en France pour diminuer ou arrêter la consommation de tabac, et sont 3,5 millions en 2023.

### Suisse
En Suisse, la proportion de la population qui consommait des cigarettes électroniques (au moins une fois par mois) était de 1 % en 2017, 3 % en 2022 et 4 % en 2023.

## Lobbying de l'industrie du tabac
Philip Morris International (PMI) finance intégralement (à hauteur de 80 millions de dollars par an sur douze ans) une fondation qu'elle a créée en 2017, la Fondation pour un monde sans fumée, à des fins de lobbying en faveur des produits alternatifs à la cigarette que PMI commercialise, tels que la cigarette électronique ou le tabac chauffé, écrit Le Monde, (voir aussi la section sur les recommandations sanitaires ci-dessus à propos du rôle de cette fondation).
L'industrie du tabac — ainsi que les frères Koch, milliardaires impliqués également dans le déni du réchauffement climatique — financent également des organismes de façade, y compris en Europe, pour promouvoir le vapotage comme « stratégie de réduction des risques » auprès des pouvoirs publics. Elles procèdent de façon dissimulée, usant de la technique de l'astroturfing, par le biais d'organismes à but non lucratifs et de think tanks qu'elles financent et qui soutiennent à leur tour de fausses organisations de consommateurs chargées de faire la publicité du vapotage.

## Galerie

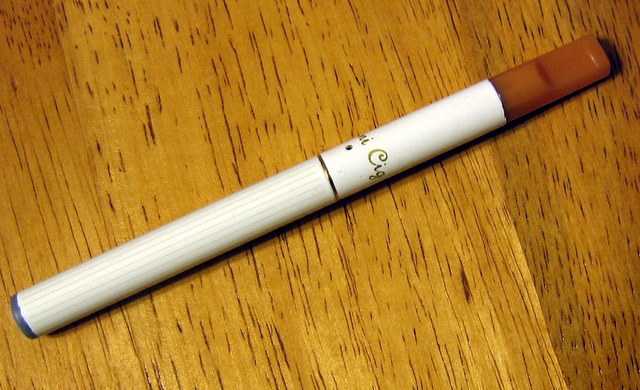
Cigarette électronique de première génération à déclenchement automatique, imitant l'aspect d'une vraie cigarette, avec indicateur lumineux à l'extrémité.
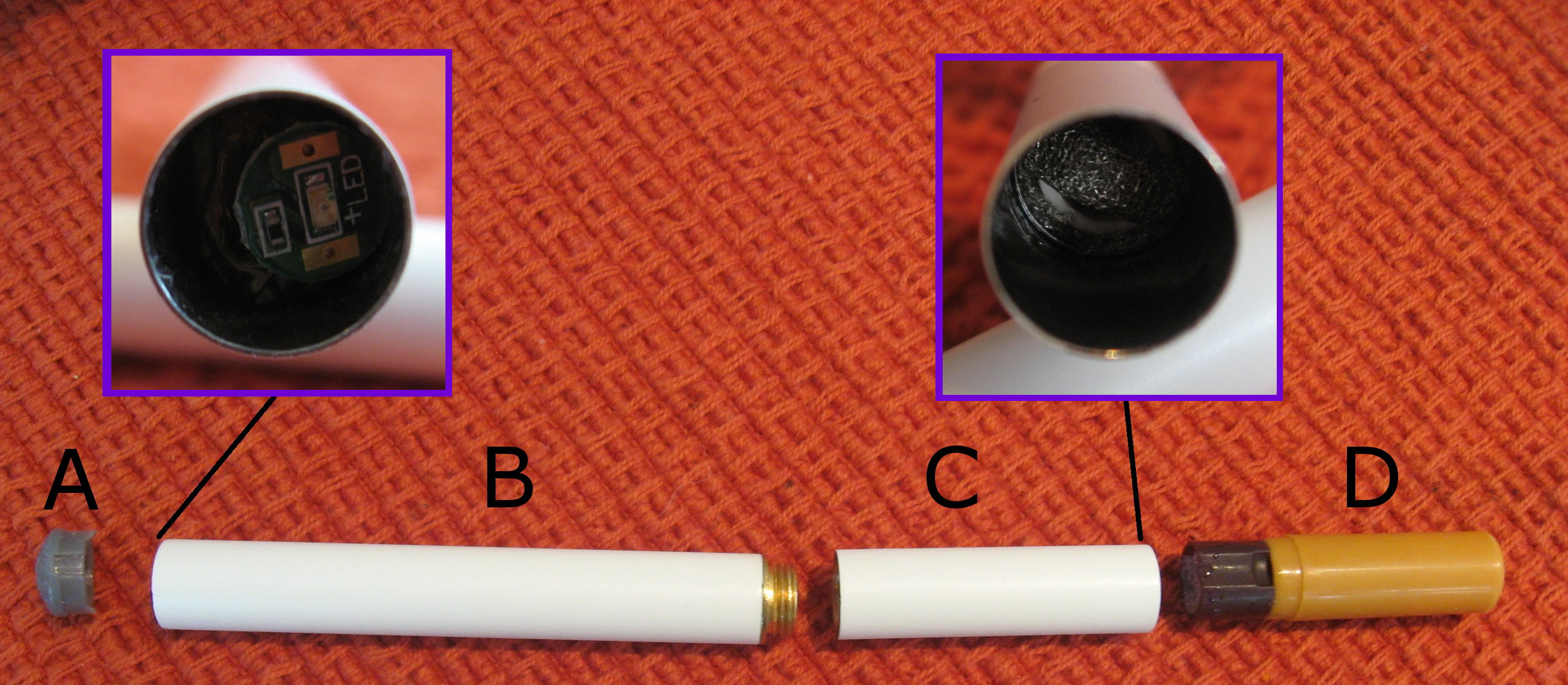
Éléments constitutifs d'une cigarette électronique (de première génération). A : Indicateur lumineux de fonctionnement. B : Accumulateur et circuits électroniques. C : Résistance chauffante et atomiseur. D : Cartouche et embout.
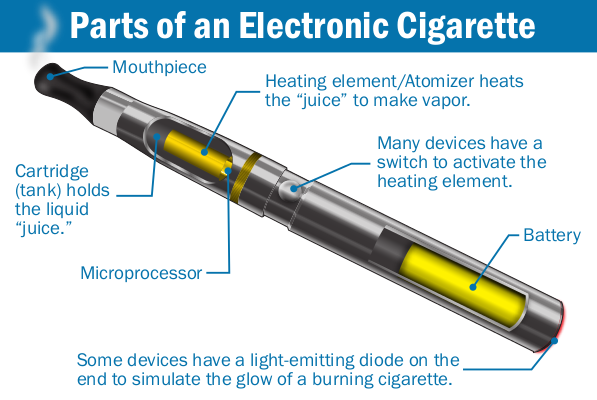
Éléments constitutifs d'une cigarette électronique (de première génération).
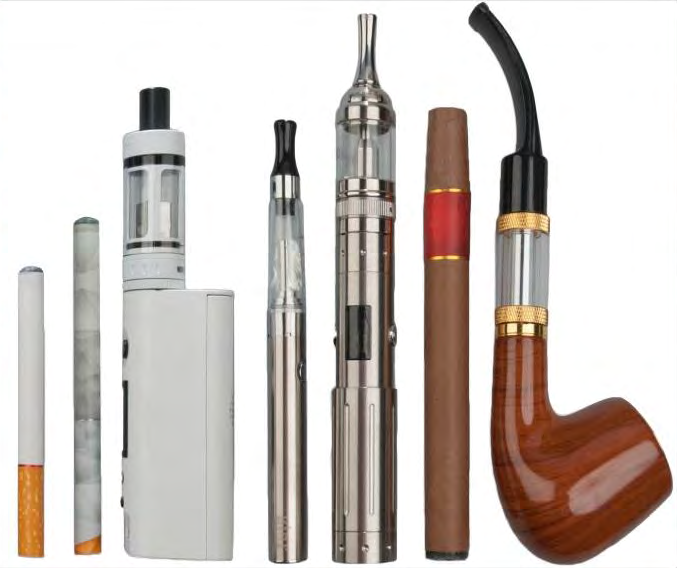
Différents types de cigarettes électroniques (2015). Remarquez la pipe électronique à droite.
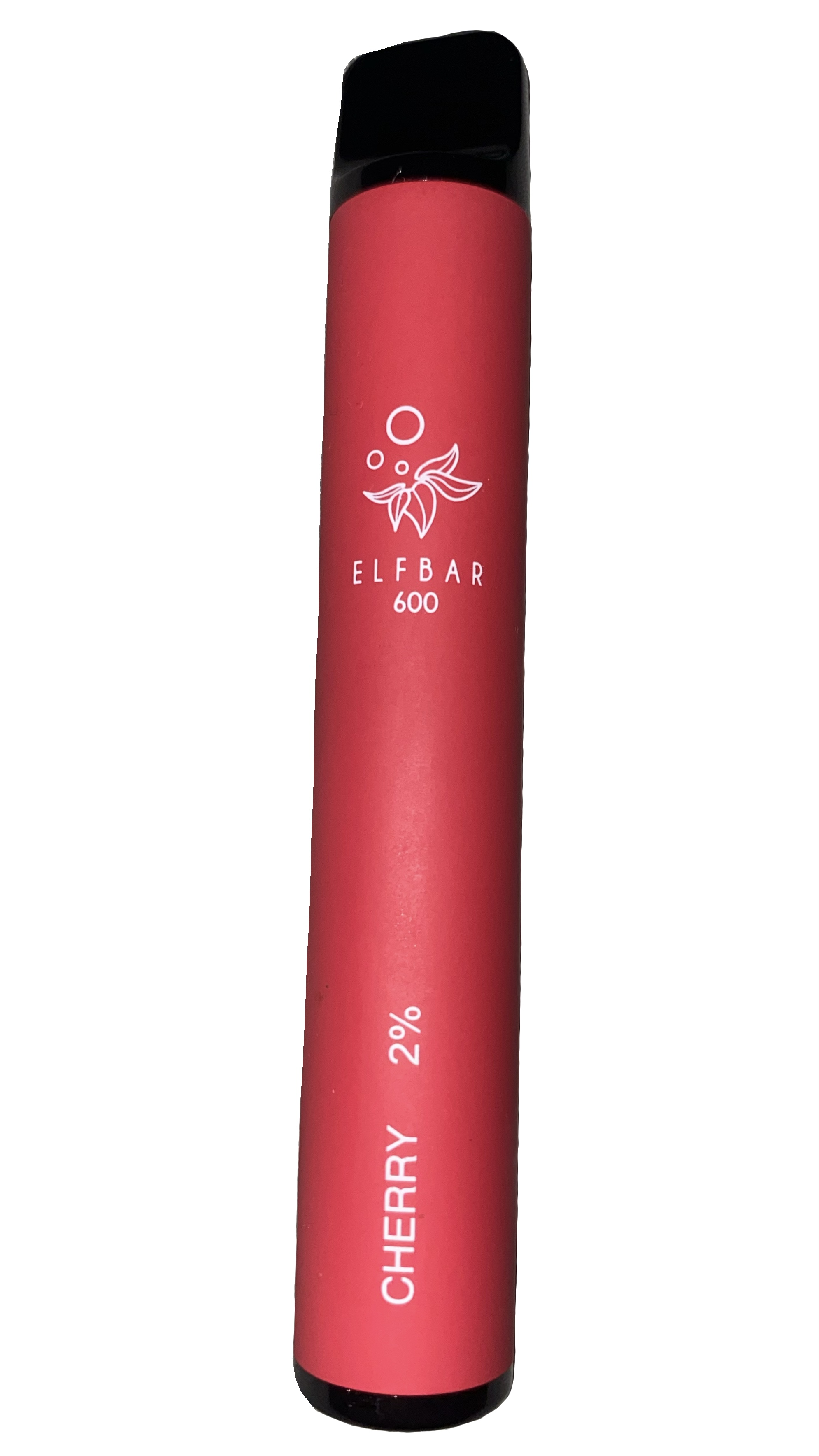
Une cigarette électronique jetable (« puff »)
A : Indicateur lumineux de fonctionnement.
B : Accumulateur et circuits électroniques.
C : Résistance chauffante et atomiseur.
D : Cartouche et embout.
- Les différentes parties d'une cigarette électronique de seconde génération.
- Différents types de cigarettes électroniques (2015). Remarquez la pipe électronique à droite.
- Une cigarette électronique jetable (« puff »)